# 国鉄EF65形電気機関車
EF65形電気機関車（EF65がたでんききかんしゃ）は、日本国有鉄道（国鉄）が1965年 （昭和40年）に開発した、平坦路線向け直流用電気機関車である。

## 概要

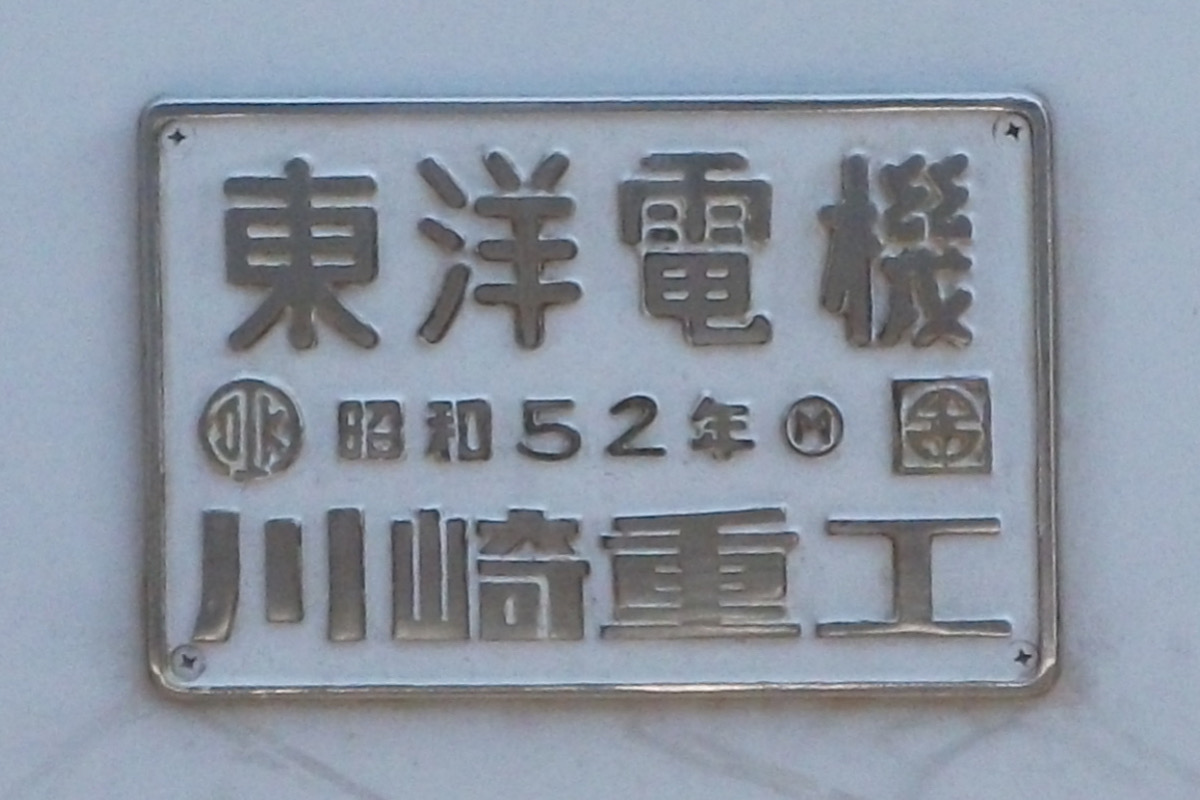
製造銘板
川崎重工業と東洋電機製造の2社連記。（1076号機、2010年撮影）

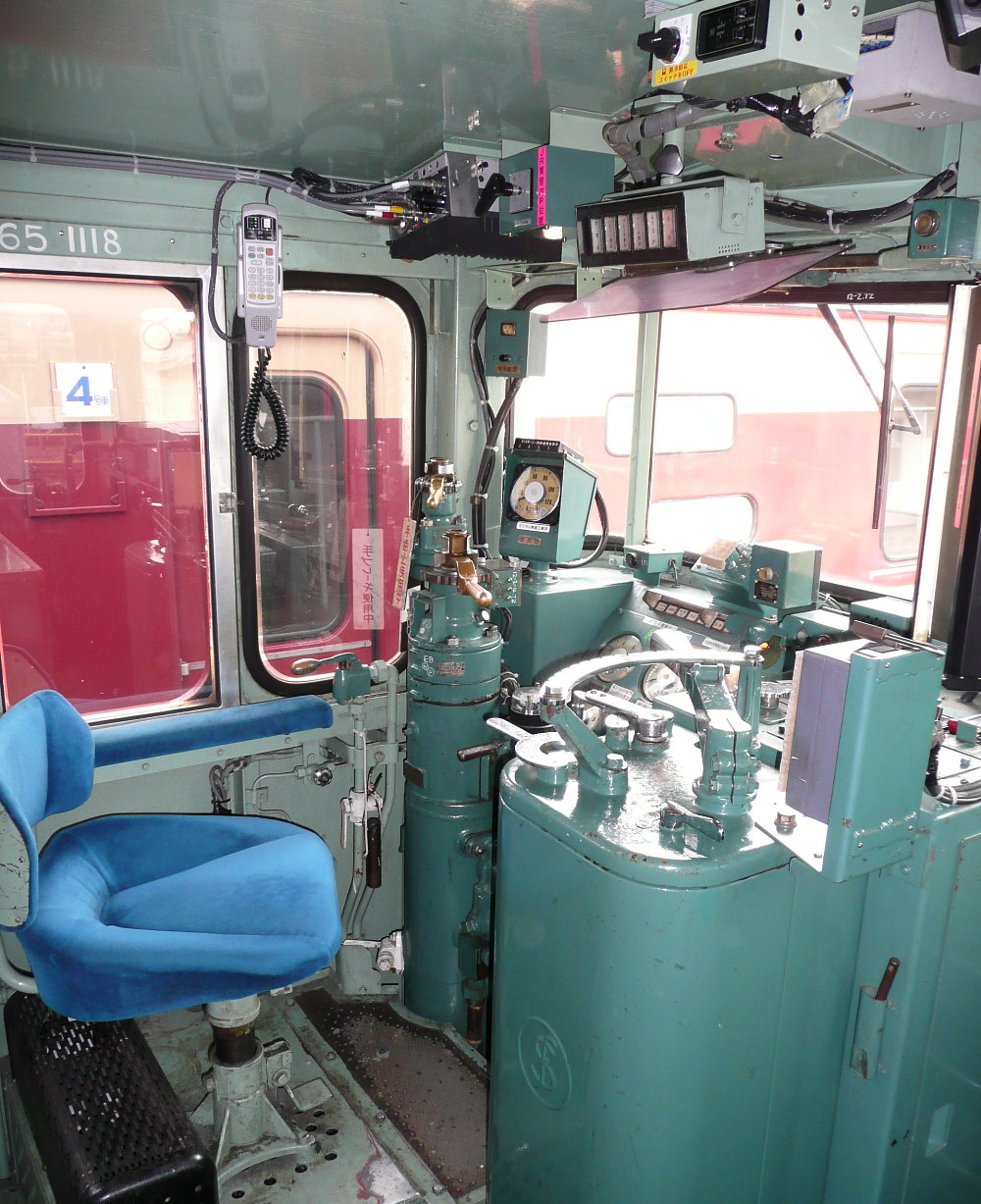
EF65 1118 「スーパーエクスプレスレインボー」塗装車運転席（2007年8月28日）

EF60形に続く平坦線区向け国鉄直流電気機関車の標準形式として、1979年（昭和54年）までに国鉄電気機関車史上最多である308両が川崎車輛→川崎重工業兵庫工場、川崎電機製造、東京芝浦電気府中工場、汽車製造会社大阪製作所、東洋電機製造、日本車輌製造本店（名古屋製作所）、富士電機の各社によって製造された。
高速道路ネットワークが構成されていなかった開発当時、日本の著しい経済成長の中、国鉄に求められる輸送力の増強はかなり逼迫していた。これを補うため、電化工事の促進・主要区間の複線化・列車運転速度の向上・1列車当たりの輸送量の増強・物流システムの効率化を早急に進める必要があった。
電化工事が山陽本線まで及び、コンテナによる輸送方法が確立されると、重い列車を安定した高い速度で長距離運転できる機関車が必要となった。当時の主要幹線用最新型電気機関車であったEF60形（2次車以降）は、牽引力はあったが、定格速度は旧型機関車と大差のない 39.0 km/h と比較的低い設定であり、旅客列車と貨物列車の高速化に応じるには難があった。
このような経緯から、EF60形3次車を基本として、その歯数比を16:71 (1:4.44) から18:69 (1:3.83) へ変更、さらに新設計のバーニア付き電動カム軸式制御器を搭載することで、高速走行性能と牽引力の両立を図ったのが本形式である。
通常、新型電気機関車の開発・導入時は試作車を作り各種性能試験を長期間にわたって実施し、そこで得られたデータを基に不具合点を解消した上で量産車を改めて設計するか、あるいは1・2号機を先行落成させ試作車と同様に長期テストを行って新規設計部分の信頼性を確認するのが一般的であるが、本形式については制御器以外の主要部分の設計がEF60形3次車とほぼ共通であったこともあり、1号機からそのまま量産が開始された。
このEF65形については、基本的に貨物列車用として計画されたが、その高速走行性能から一般形の他、定格速度の低さが問題となっていた上に、AREBブレーキにも対応していないEF60形500番台を置き換えるべく20系客車を牽引するために必要な装置・機器を搭載してブルートレイン牽引用とした500番台（P形）、P形を基に重量貨物列車を高速で牽引するための重連総括制御用機器・装置を搭載した500番台（F形）、F形を基に貫通扉を付け耐雪耐寒装備を強化するなどの改良を加えた1000番台（PF形）と、3つの派生モデルが設計・製作され、寝台列車牽引にも長年に渡り多用された。
2006年3月の「出雲」廃止をもって寝台特急での運用は消滅し、さらに2008年3月の急行「銀河」廃止で定期旅客列車を牽引する運用はすべて終了した。2015年1月時点では主に貨物列車の牽引に充当されているが、老朽化の進行で後継のEF210形への置き換えによる淘汰が進んでいる。

## 構造

### 車体

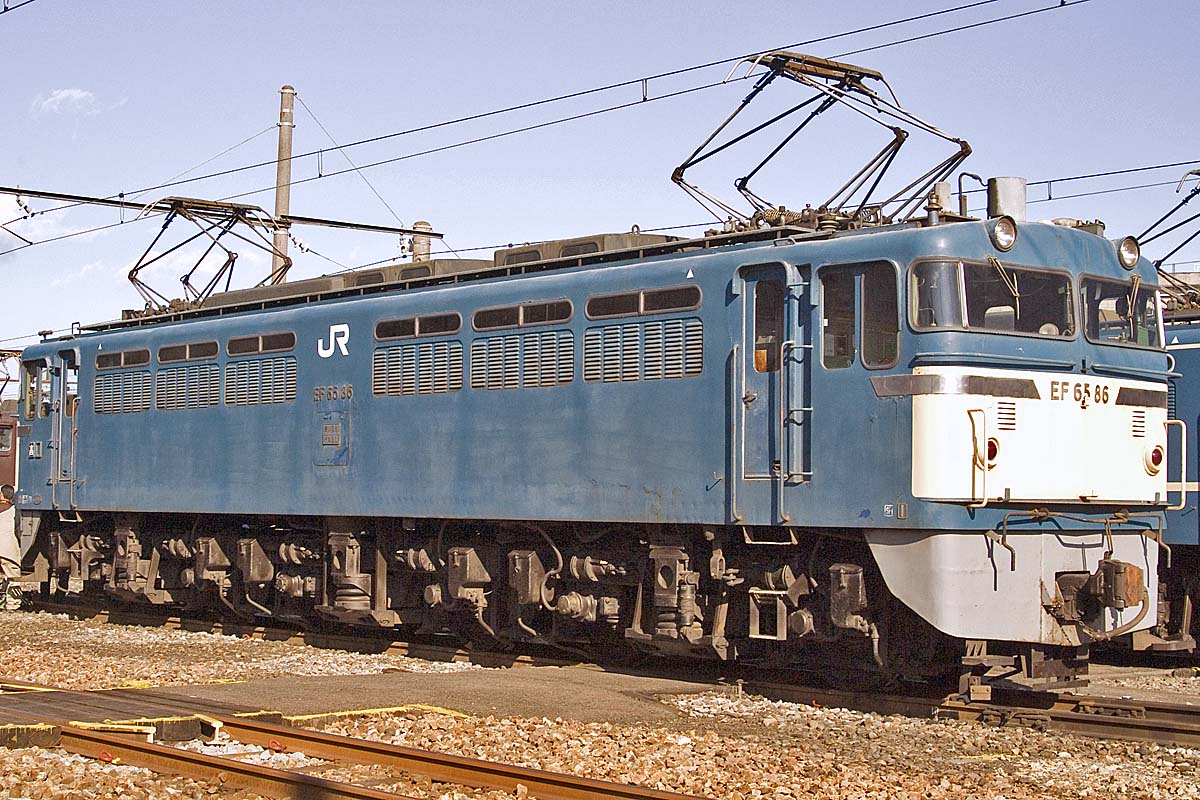
車体概観

普通鋼による箱型車体を採用し、運転整備重量は96 tであるが、車体の中梁内に5 t、車体内に3.4 tの調整荷重を搭載する。屋根は採光窓を備えた4分割式で取り外し可能とし、検査時には内部機器を取り外しやすくするとともにモニタを兼ねた構造とした。
EF60形の設計を踏襲し、軸配置Bo - Bo - Boで先・従輪のない2軸ボギー台車3台にそれぞれ主電動機を2台ずつ装架する、抵抗制御方式の直流電気機関車である。

### 走行機器
本形式はEF52形以降の国鉄制式の直流電気機関車で長らく使用されてきた、単位スイッチによる手動進段式抵抗制御器に代え、自動進段式のCS25抵抗バーニア制御器（電動カム軸式超多段制御器）を導入し操作性の向上を図るとともに歯車比を変更して高速仕様にシフトし、CS26界磁制御器を併用して従来よりも広い範囲で弱め界磁制御を行うことで運転速度の引き上げを図った。
なお制御器については、当初採用されたCS25の自動進段機構において、主回路切り替えに用いるカムスイッチのカム軸を駆動するパイロットモーターを、コストダウンのために主回路とバーニアで共用したことが原因でトラブルが多発した。そこで量産中に基本構成を変えずに逐次改良が重ねられ、CS25Aとなったがそれでも問題は解決しなかった。そのため昭和40年度予算での発注の途中でこれらCS25系制御器の継続採用が断念され、主回路とバーニアのカム軸駆動系を分離した新設計のCS29に変更された。また、故障が頻発し続けていたCS25・CS25Aについても、高速貨物列車の重連運用等で特に深刻な不具合が多発した500番台（F形）から優先的に主制御器の大改造を実施し、パイロットモーターを追加してバーニア用カム軸の駆動系を独立させたCS25B・CS25Cとする、つまり実質的にCS29相当へ改造する工事が順次施工された。
この自動進段機構の採用により、本形式の運転台に搭載された主幹制御器は簡素化され、その刻みノッチはEF60形の28ノッチから15ノッチ（捨てノッチ4、Sノッチ、SPノッチ、SP弱界磁段4ノッチ、Pノッチ、P弱界磁段4ノッチ）と大幅に減少した。これに伴い、運転席の主幹制御器を従来タイプから電車類似のものへ変更することも検討されたが、従来の機関車との共通運用や取り扱いの互換性も考慮して従来タイプの主幹制御器が踏襲された。
主電動機は設計当時の国鉄電気機関車で標準的に採用されていた直流直巻整流子電動機のMT52（端子電圧750 V時1時間定格定格出力425 kW）を6基吊り掛け式で搭載する。総定格出力は2,550 kWである。
| DT115B（両端台車） |  | DT116C（中間台車） |
| DT115B（両端台車） |  | DT116C（中間台車） |

台車形式は両端台車がDT115B、中間台車がDT116Cで、歯数比変更に伴うサフィックス変更はあったものの基本的にはEF60形2次車以降と共通設計の揺れ枕リンク式である。これらの台車は揺れ枕の心皿を低い位置とし、牽引力の作用点を低く抑えることで列車牽き出し時の軸重移動と、それに伴う空転の発生を最小限に抑止する構造である。軸箱支持は側枠から垂直に下ろされたピンと軸箱の円筒ゴムが摺動することで前後左右方向を弾性支持し、上下荷重は軸受直上に位置する2組のコイルばねが負担する。
空転時の対策としては、各車軸に取り付けられた車軸発電機の発生電圧により回転数を随時計測、回転異常時（空転時）には進段を中止し自動ノッチ戻しを行う機構が採用されている。
制御用電源の電動発電機（MG）はEF64形0番台と同じくMH81B-DM44Bを搭載する。二相交流式で交流60 Hz、5 kVAの容量を備え、交流24 V、交流50 V、交流100 Vのほか、整流器を介して直流100 Vを供給する。このMGは101系電車用のMH81-DM44から送風機を外すなどの設計変更を行ったものである。
空気ブレーキなどで使用される圧縮空気を供給する電動空気圧縮機は、MH92B-C3000 を1基搭載する。
電動機などの冷却に使用する電動送風機はMH91A-FK34Aを2基搭載する。内訳は、第1 - 4電動機用が1基、第5・第6電動機、ブレーキ抵抗器用が1基である。
これらにより運転操作、高速運転時の安定性能は飛躍的に向上し、現場でも優秀な機関車として受け入れられたが、試作による性能評価を行っていないため、前述のとおり主制御器のCS29への切り替えまでは当時最新技術であった自動進段機構にトラブルが相次いだといわれている。
本形式は用途により多数の仕様区分があり、個別の仕様については次節に記述する。

## 形態区分

### 0番台（一般型）

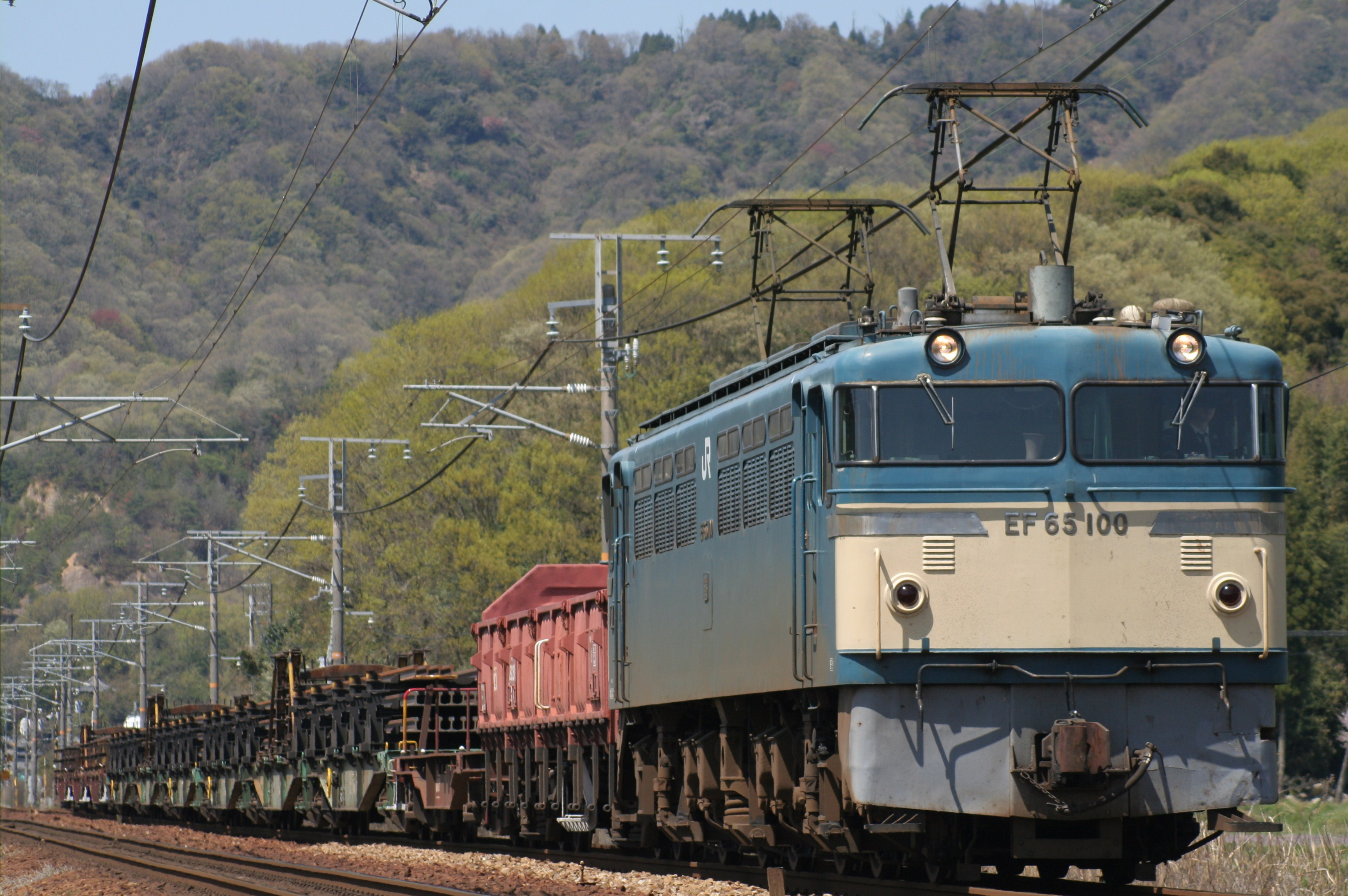
EF65 100（2010年4月17日）

貨物列車牽引用として、1965年（昭和40年）から1970年（昭和45年）に135両 (1 - 135) が製造された。

非貫通式の運転台にシールドビーム2灯を備える。国鉄時代の塗色は、車体が青15号（濃青色）前面下部がクリーム1号の国鉄形直流電気機関車の標準塗色である。

#### 1次車

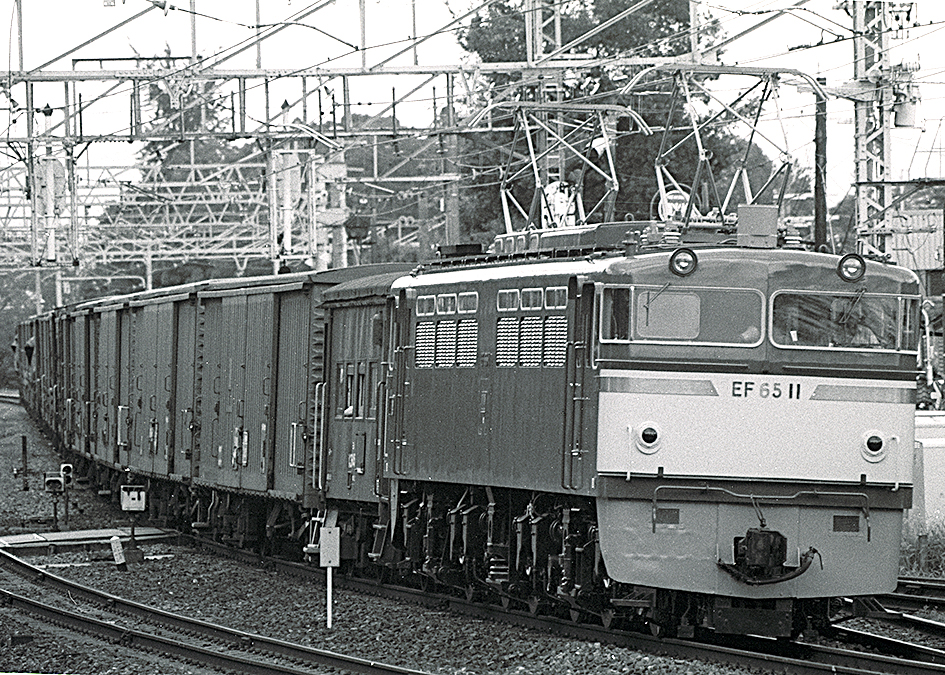
EF65 11（1983年）

昭和39年度第1次債務で1 - 47号機が製造された。中央線電化・増発、山陽本線貨物列車電化・増発、東海道本線などの増発用である。そのため、1 - 16号機は吹田第二機関区、17 - 35・46・47号機は稲沢第二機関区、36 - 45号機は新鶴見機関区に配置された。
EF60形3次車との外観上の相違点は、屋上モニタ屋根の形状の変更やカバー付避雷器 LA15 の採用等に留まり、大きく変更されていない。試作機で十分な性能確認を行わないまま量産を開始したため、前述のように新製直後からCS25抵抗バーニア制御器の故障が相次いだ。

#### 2次車

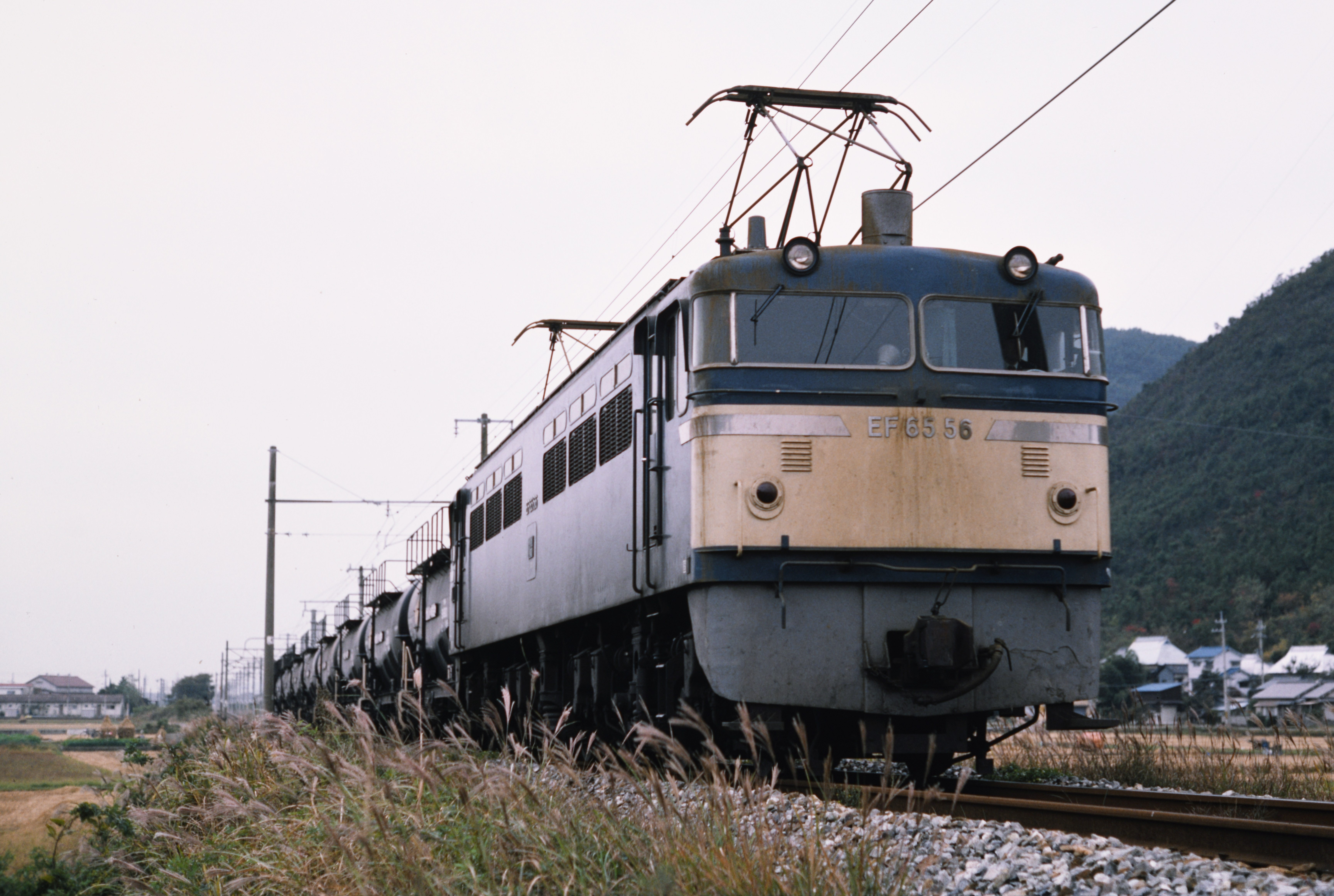
EF65 56
（1986年10月28日）

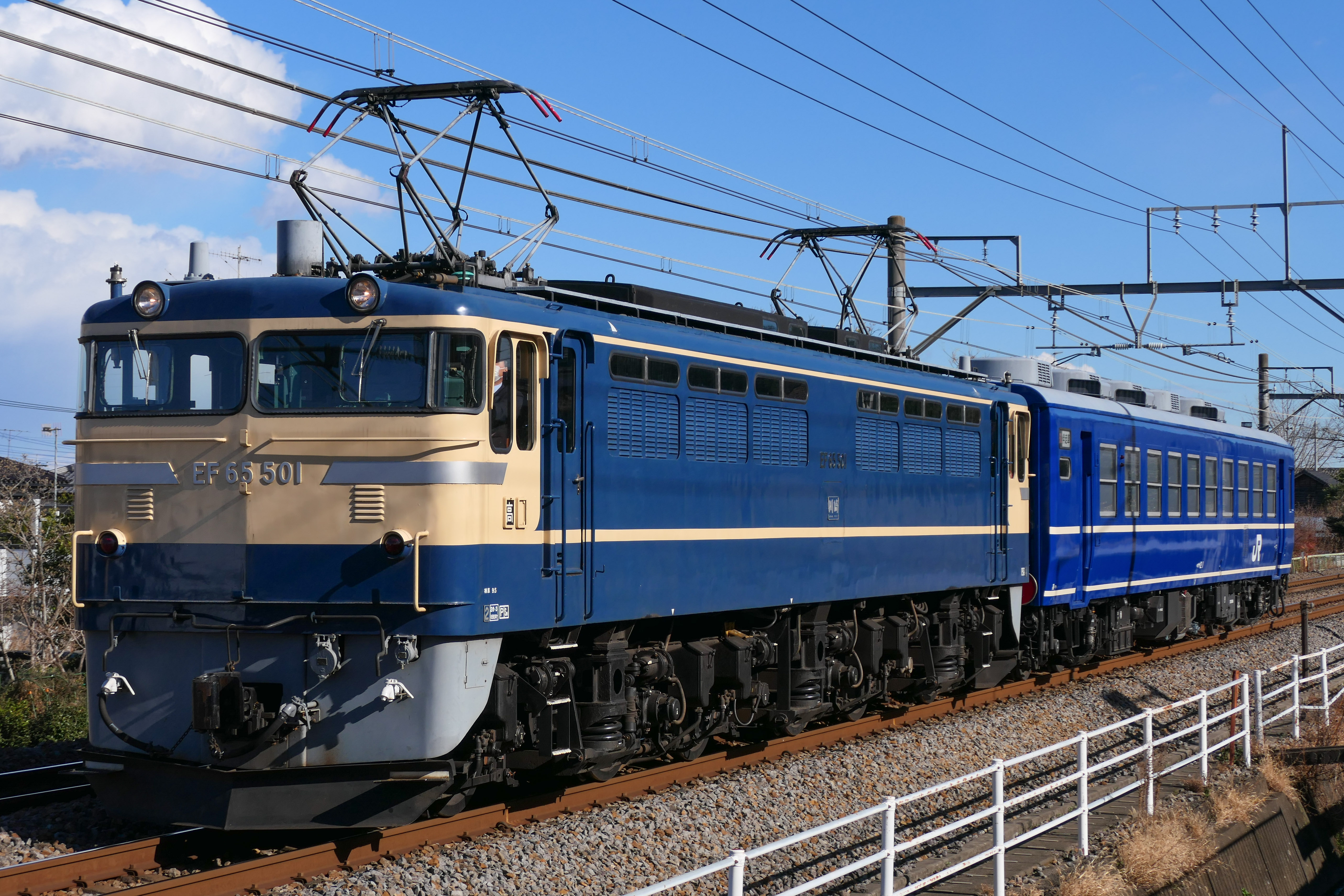
EF65 501（2020年12月12日）

昭和39年度第3次債務で48 - 57号機が製造された。中央線電化・増発用である。48 - 50号機は吹田第二機関区、51・52号機は稲沢第二機関区、53 - 57号機は新鶴見機関区に配置された。
加えて、昭和40年度第1次民有で58 - 72号機が製造された。中央線電化および山陽本線貨物列車電化・増発用である。58・59号機は新鶴見機関区、60 - 64号機は東京機関区、65 - 70号機は稲沢第二機関区、71・72号機は吹田第二機関区に配置された。
抵抗バーニア制御器をCS25からCS25Aに変更しているほか、スカート上部にあった通風孔が尾灯上部に移動している。

#### 3次車
昭和40年度第2次債務で73 - 76号機が製造された。宇野線完全無煙化用、東北本線等の増強用である。全機が吹田第二機関区に配置された。
加えて、昭和41年度第1次債務で77 - 84号機が製造された。信越本線長岡地区無煙化および長野原線電化開業用である。全機が稲沢第二機関区に配置された。
運転取扱規定の変更により尾灯まわりの形状が見直され、抵抗バーニア制御器をCS29に変更している。また、入換時に背の高い誘導係に対応するため、手掛けが上方に20 cmほど延長され、機関士側のスカート部分に足掛け用の切り欠きが設けられた。

#### 4次車

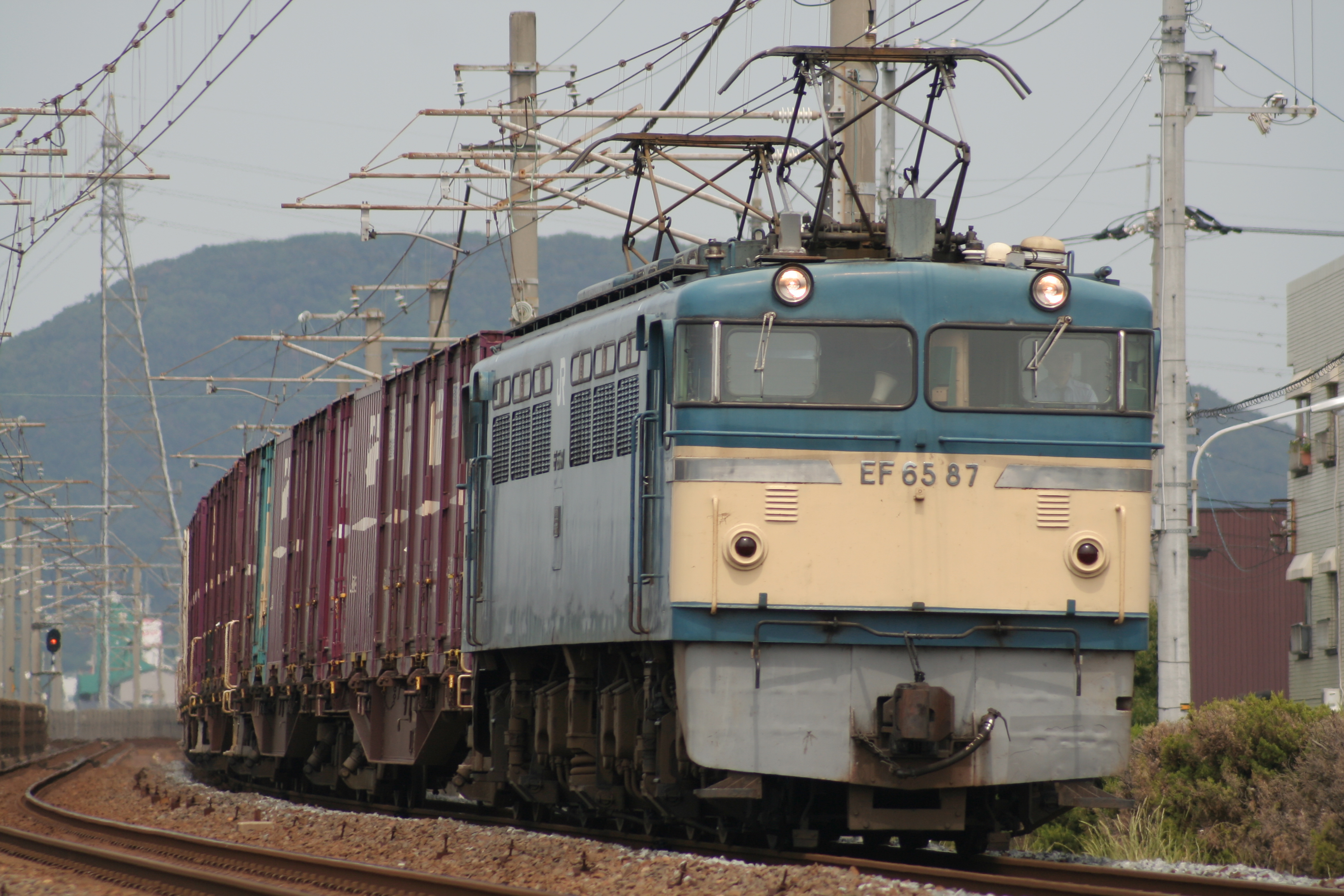
EF65 87（2009年5月23日）

昭和43年度第4次債務で85 - 104号機が製造された。信越本線直江津 - 宮内間電化開業用（18両）、赤穂線電化開業用である。85 - 102号機は岡山機関区に、103・104号機は稲沢第二機関区に配置された。
3次車以前と比べて、以下の大きな変化が見られる。
- 主電動機を電機子絶縁の強化を図ったMT52Aに変更
- 界磁制御器をCS26からCS26Bに変更
- 抵抗バーニア制御器をCS29からCS29Aに変更
- 避雷器をLA15AからLA15Bに変更
- 貨物列車の高速化に伴い、非常ブレーキを使用した際に作動する単機増圧ブレーキの追加
- ATS電源未投入防止、警報継続装置の新設
- 主電動機風道のスライド式化
- 車体前面の補強
  - 1967年9月30日に発生した、踏切で立ち往生した8 tトラックと寝台特急「あさかぜ」（EF65 502牽引）の衝突により機関士が死亡した事故を受けて施工[12]。既存車両にも同様の改造がなされた
- 乗務員室内の整備

#### 5次車

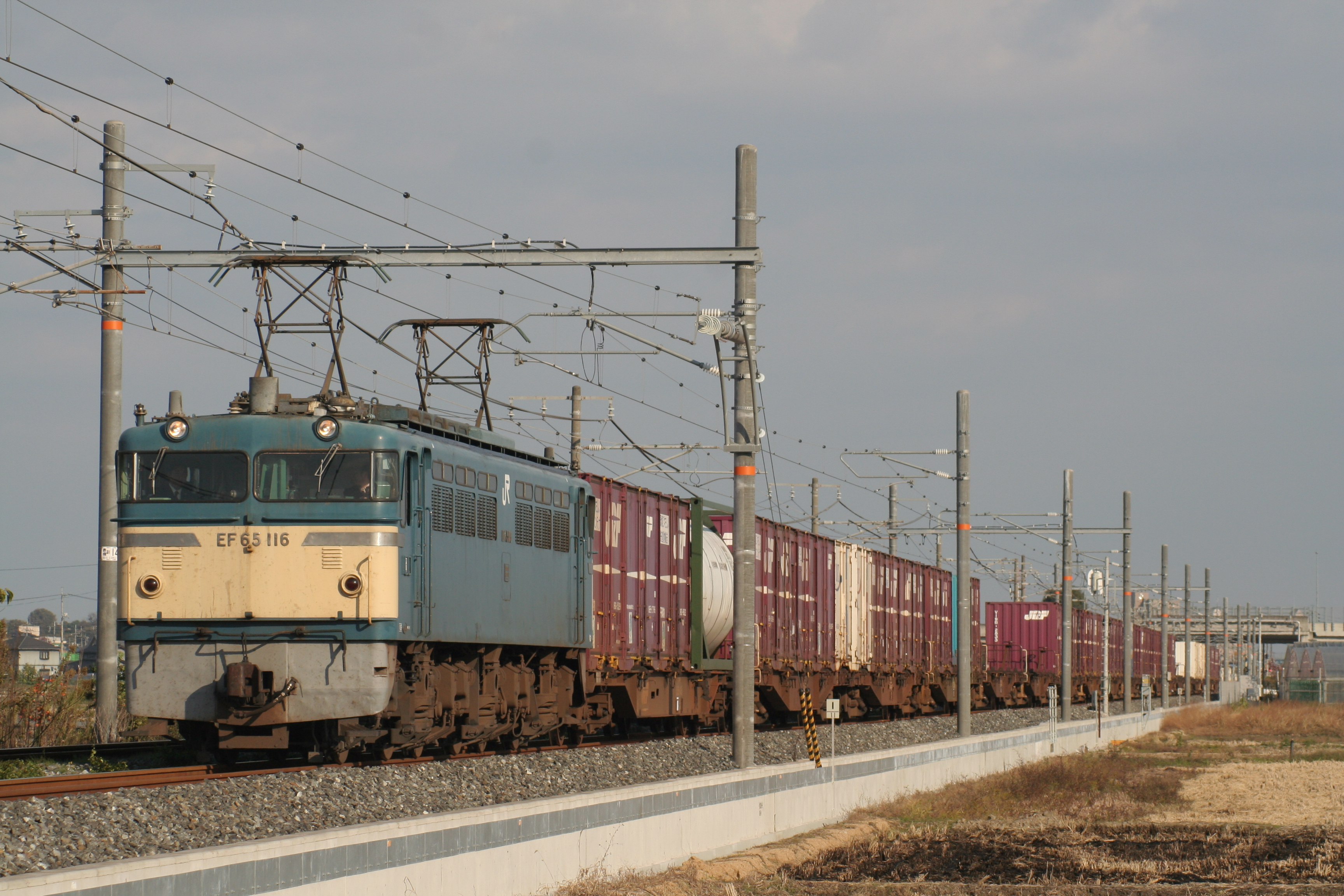
EF65 116（2009年9月21日）

昭和43年度第5次債務で105 - 120号機が製造された。東海道・山陽本線貨物・荷物列車増発用、山陽本線瀬野 - 八本松間補機増強や東北・信越方面の貨物列車増発用である。全車が稲沢第二機関区に配置された。
4次車との大きな違いは見られない。

#### 6次車

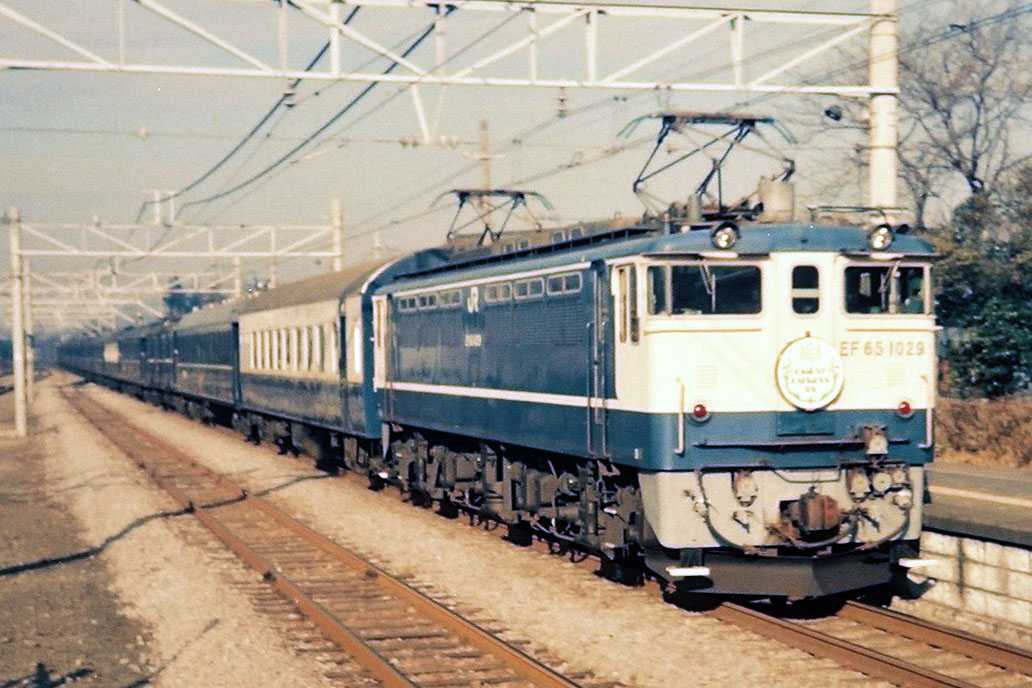
「ORIENT EXPRESS'88」を牽引するEF65 1029（1988年9月 新町駅）

昭和44年度第3次債務で121 - 132号機が、同年第5次債務で133 - 135号機が製造された。121 - 130号機は広島機関区に、131 - 135号機は岡山機関区に配置された。

運転台前面ガラスに熱線入りガラスを採用し、全面デフロスタに変更され、ワイパーも強力形のWP50とされた。前面スカートの形状が変更され、底部が舟底型から直線形状になり、足掛け用切り欠きが機関助士側にも設けられ両側設置となった。また、一人乗務に備えてEB装置・TE装置の設置がなされた。

### 500番台（P形）
高速旅客列車牽引用として、1965年から1966年に17両 (501 - 512・527 - 531) が製造され、1968年に基本番台(77 - 84) から (535 - 542) が改造竣工された。「P形」は、「旅客」を表す "passenger" の頭文字に由来する。
従来は20系寝台特急列車牽引用としてEF60形500番台を使用していたが、同形式は定格速度が低く高速運転主体の寝台特急運用に不適当であったことと、寝台特急列車の110 km/hへの速度向上計画が浮上し、AREBブレーキを搭載していないEF60形500番台ではそれに対応できないため、定格速度の高い本形式基本番台の設計を基に、EF60形500番台と同様の20系客車牽引用装備を搭載した本番台が設計された。
塗色は直流機標準の青15号とクリーム1号ながら、EF60形500番台と同様に特急色と呼ばれる20系客車と意匠を合わせた塗り分けを採用した。両端面の窓周りを含んだ上部とそれを結ぶように上下にクリーム色の細帯を配する。

#### 1次車
昭和39年度第3次債務で501・502号機が製造された。中央線電化・増発用を名目としている。なお、501号機は500番台では唯一、1966年から1967年にかけて0番台と同じ一般塗装だった時期があり、その塗装で寝台特急を牽引していた。

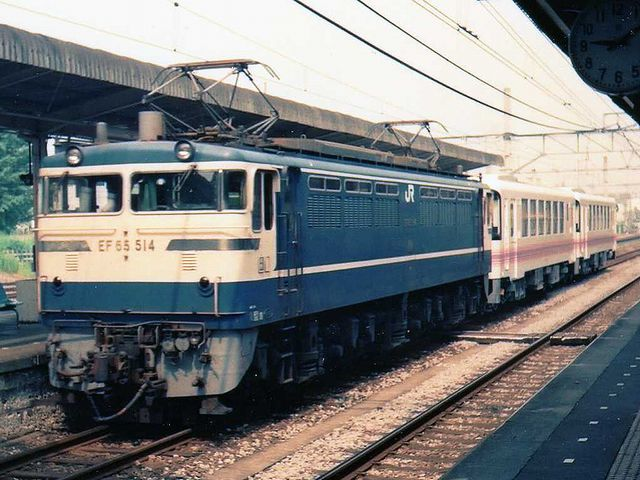
EF65 514（1989年頃 新町駅）

加えて、昭和39年度第5次債務で503 - 512号機が製造された。東海道本線増発用を名目としている。ただし、実際には寝台特急牽引用として投入されたため、全機が東京機関区に配置された。
同時期製造の0番台2次車と同様、抵抗バーニア制御器はCS25Aである。

#### 2次車
昭和40年度第2次民有で527 - 531号機が製造された。山陽本線広島 - 幡生間貨物列車完全無煙化用を名目としているが、1次車と同じく全機が東京機関区に配置された。
抵抗バーニア制御器がCS25AからCS29に変更されている。

#### 改造編入車両

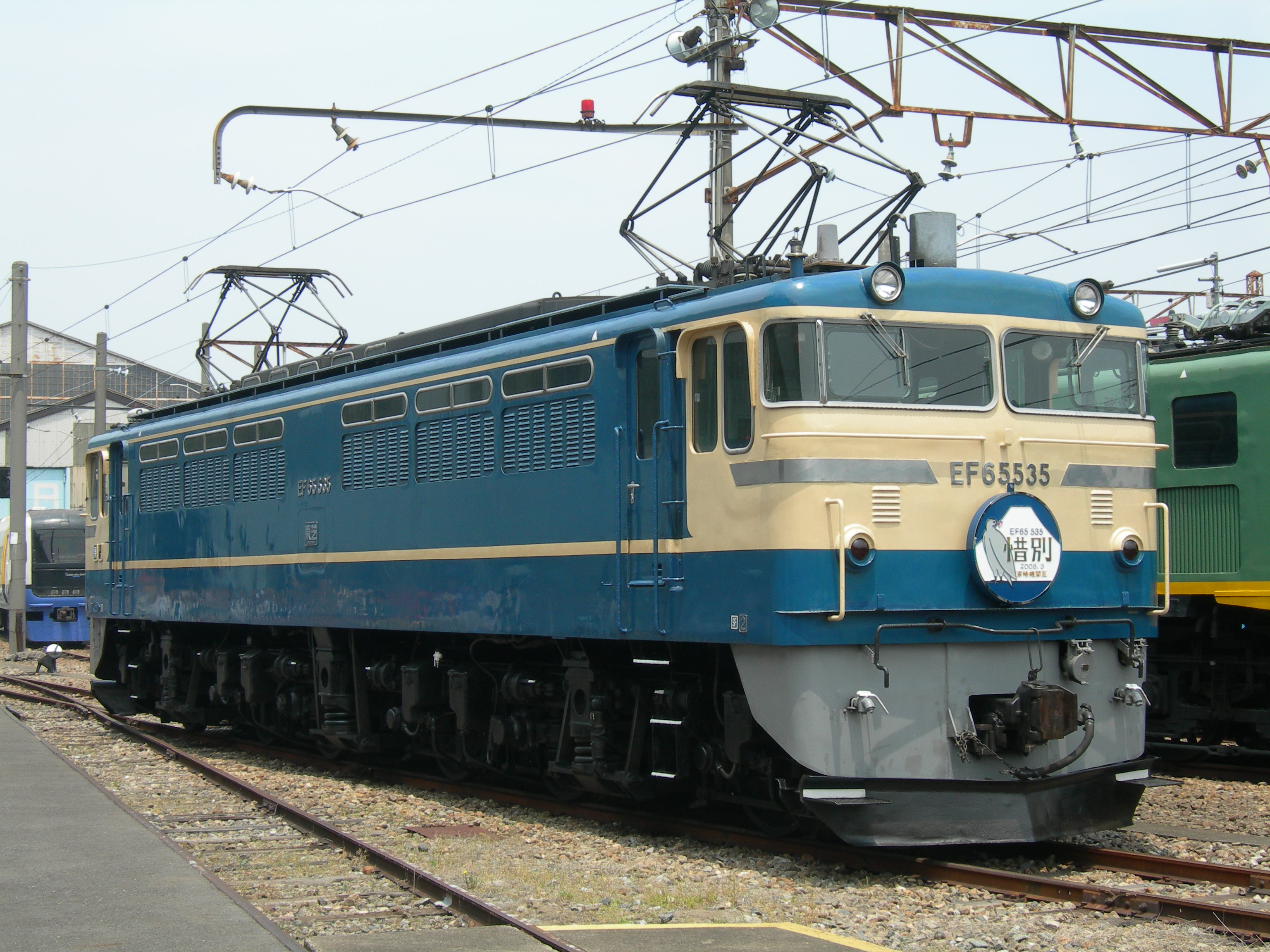
EF65 535（2008年5月24日）

1968年に寝台特急増発に伴う不足分を補うため、当時竣工したばかりの0番台3次車のうち、昭和41年度第1次債務で製造された77 - 84号機が改造され、535 - 542号機として500番台P形に編入された。
稲沢第二機関区に所属する8両が浜松工場で1968年6月から9月にかけて改造され、改番後に東京機関区に配置された。
主な改造項目を以下に示す。いずれも改造時点での500番台P形車の標準装備である。
- カニ22形電源車に搭載されているパンタグラフの昇降スイッチの取り付け
- 20系客車との通話用としてKE59ジャンパ連結器の取り付け
- 電磁ブレーキ指令用としてKE72ジャンパ連結器の取り付け
- ブレーキ増圧装置の取り付け

| 種車機番 | 新機番 | 改造日        | 出典   |
| -------- | ------ | ------------- | ------ |
| 77       | 535    | 1968年7月6日  | [ 18 ] |
| 78       | 536    | 1968年7月18日 | [ 18 ] |
| 79       | 537    | 1968年9月5日  | [ 18 ] |
| 80       | 538    | 1968年8月10日 | [ 18 ] |
| 81       | 539    | 1968年7月29日 | [ 18 ] |
| 82       | 540    | 1968年6月28日 | [ 18 ] |
| 83       | 541    | 1968年8月22日 | [ 18 ] |
| 84       | 542    | 1968年9月17日 | [ 18 ] |

### 500番台（F形）

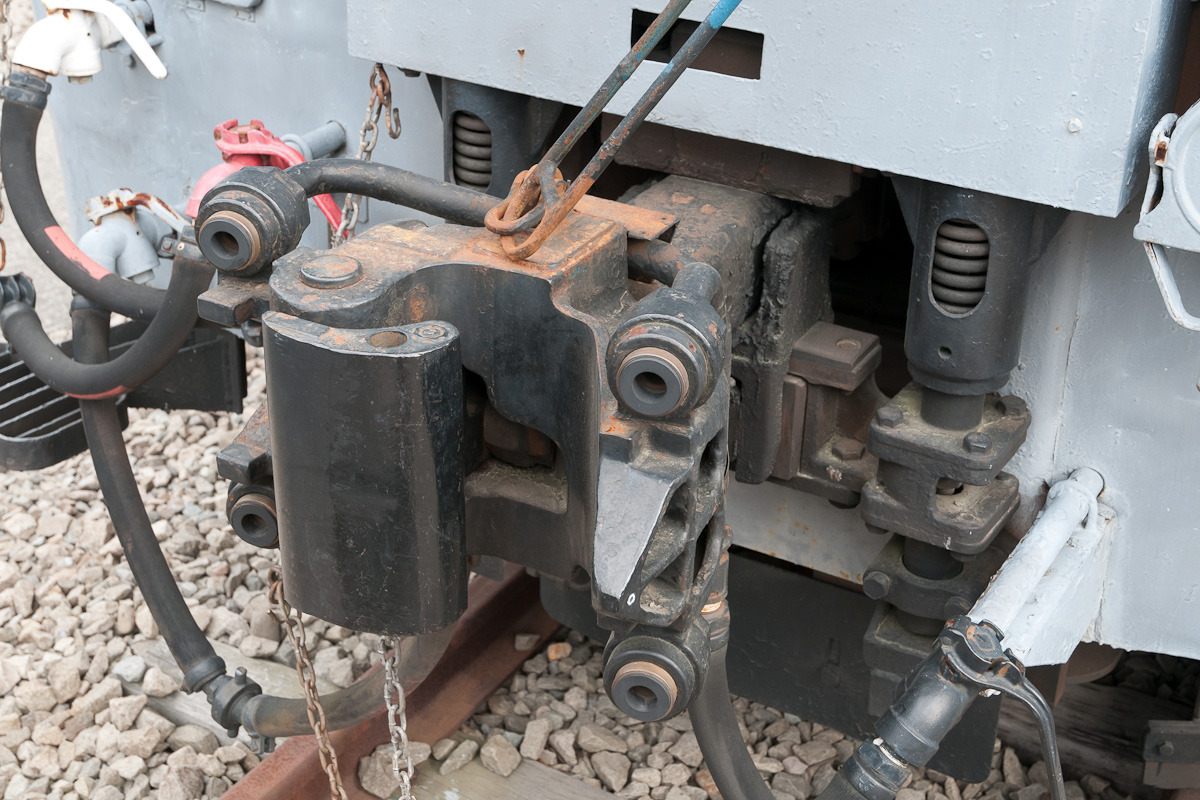
EF65 520の空気管付き密着自動連結器（2011年）

高速貨物列車牽引用として、1965年から1966年に17両 (513 - 526・532 - 534) が製造された。
牽引定数1,000 tの貨物列車を100 km/hで牽引する必要から、P形を基本に、重連総括制御機能・空気管付き密着自動連結器・連結器の自動復心装置・編成増圧装置・電磁自動空気ブレーキへの指令機能などを追加した区分である。「F形」の呼称は、「貨物列車」を表す "freight" の頭文字に由来する。
外観上、3本の空気管コックと3種の電気連結器が前面下部に設けられてホースやジャンパケーブルが装着され、さらに連結器も上部に自動復心装置を付加した空気管付き密着自動連結器であるため、スマートなP形とは一変して複雑かつ物々しい印象となった。
この様に任務も装備もP形とは大きく異なるF形だが、製造に当たっては特に車番を分ける措置はとられず、P形と同じ「500番台」のくくりで連続して車番が振られた。このためP形、F形とも車番が連続していない。

#### 1次車
昭和39年度第5次債務で513 - 517号機が製造された。東海道本線などの貨物列車増発用を名目としている。全車が東京機関区に配置され、試運転を兼ねてP形と共に寝台特急牽引に当たった。P形・F形の2次車が登場した際に吹田第二機関区に転属している。
0番台2次車と共通のCS25A抵抗バーニア制御器を搭載するが、界磁制御器はCS26Aに改良されている。

#### 2次車
昭和40年度第2次民有で518 - 526号機が製造された。山陽本線広島 - 幡生間貨物列車完全無煙化用を名目とし、吹田第二機関区に配置された。
加えて昭和40年度第2次債務で532 - 534号機が製造された。同じく山陽本線広島 - 幡生間貨物列車完全無煙化用を名目としている。
雨水・塵埃防止の観点から密着自動連結器上部の復心装置にカバーが取り付けられたほか、抵抗バーニア制御器がCS25AからCS29に、532号機以降はブレーキ増圧回路が編成増圧仕様から単機増圧仕様に変更されている。

### 1000番台（PF形）

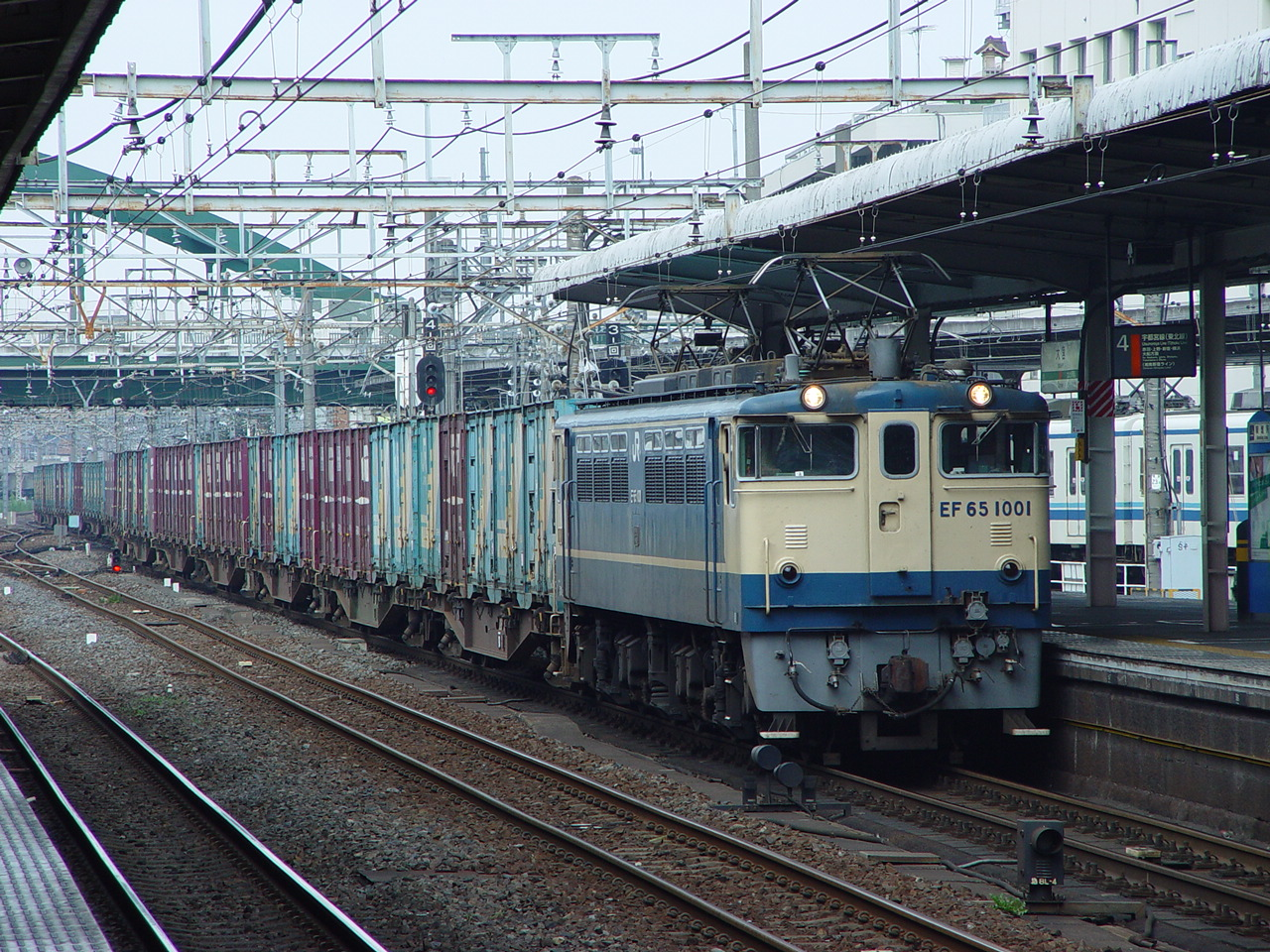
1次車EF65 1001（2003年8月22日 大宮駅）

旅客列車・貨物列車に広汎に使用可能な汎用機として、1969年（昭和44年）から1979年（昭和54年）にかけて8回に分け、合計139両 (1001 - 1139) が製造された。
標準で重連総括制御機能を備える。基本設計は重連機能を備えていた500番台（F形）に準じ、同番台の東北・上越線運用で問題となった点を改良したモデルである。このため、寒冷地での重連運用を考慮して前面にはEF64形と同様に貫通扉を設置し、運用上運転台の向きの転向が発生しても重連運転に支障がないよう、凍結防止用ヒーターを付加したKE70HDジャンパ連結器を左右に備える両渡り構造としたことなどの点で他区分と異なる。ただし、重連総括制御機能は備えるものの、F形に装備されていた10000系高速貨車対応の空気管付き密着自動連結器ではなく通常の並形自動連結器が装備され、自動復心装置も省略されている。1エンド側の車体裾ステップを切り欠くようにしてKE70HDジャンパ連結器納めを備える。
P形・F形の機能を併設するとされ、PF形と呼ばれる。塗色は500番台と同様の「特急色」であるが前面のステンレス製飾り帯は取り付けられていない。制御器は全車CS29であるが、改良によってサフィックスが異なる。
製造期間が足かけ10年にわたり、また途中で増備が途絶えた期間があったことなどから、1972年（昭和47年）までに製造された前期形 (1001 - 1055) と、1976年（昭和51年）以降に製造された後期形 (1056 - 1139) で、外観上大きな差異がある。

#### 1次車
昭和43年度第5次債務で1001 - 1017号機が製造された。東海道・山陽本線の貨物増発を名目としているが、実際にはF形の代替として東北本線・上越線に投入され、F形が東海道・山陽本線の貨物増発用として転出することとなった。そのため、全機が新鶴見機関区に配置された。
0番台5次車に合わせ、抵抗バーニア制御器はCS29Aであるが、界磁制御器はCS26Cに改良されている。MGは容量が増大され、従来のMH81B-DM44B（5 kVA）に代わって301系電車と同じ容量10 kVAのMH124-DM77が搭載された。
F形での運用不具合が多かった東北本線での重連高速貨物列車の代替用として投入されたため、上越線運用では事実上必須の「つらら切り」を未装着で竣工している。

#### 2次車

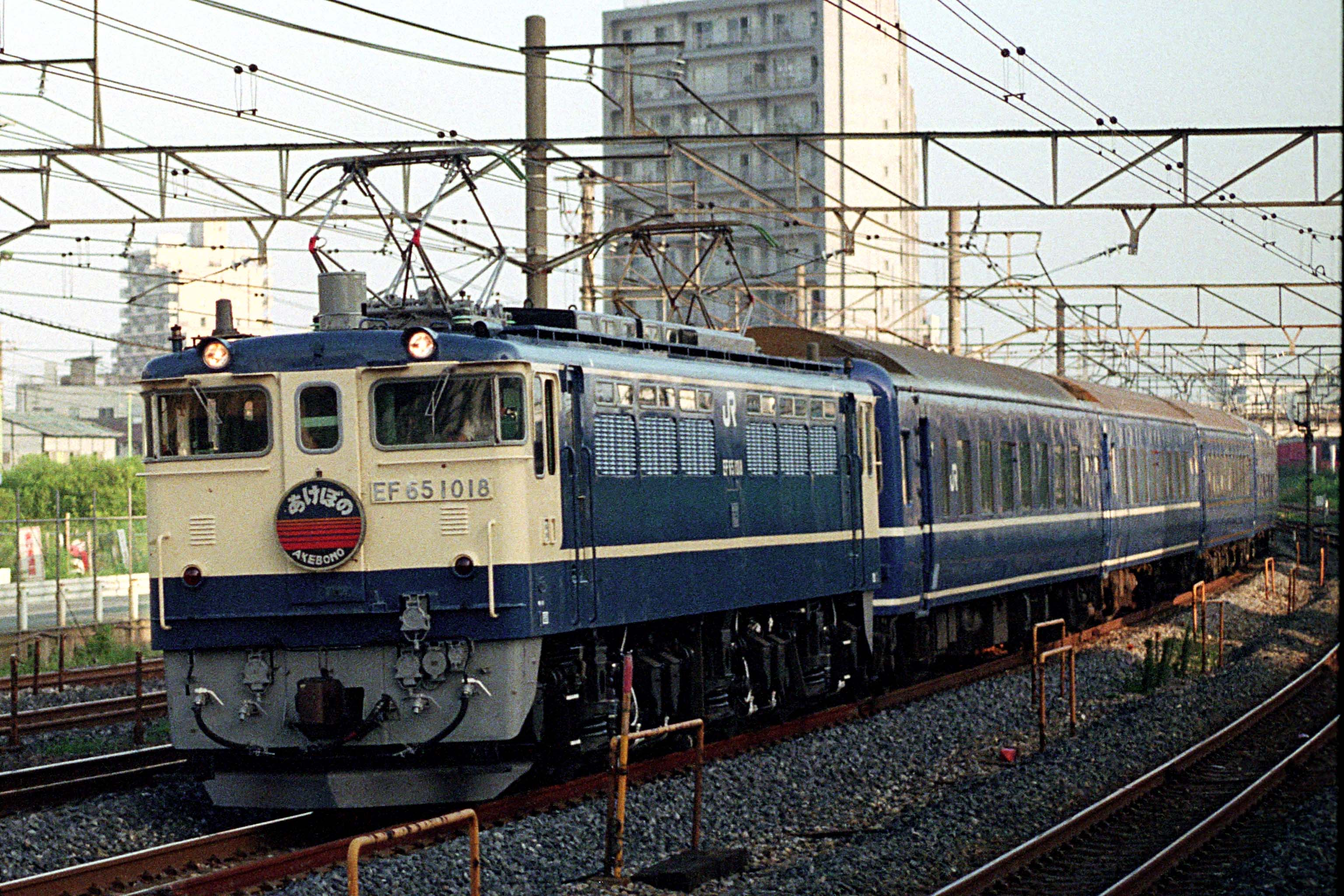
寝台特急「あけぼの」を牽引するEF65 1018（1991年8月16日 川口駅）

昭和44年度民有車両として1018号機が、昭和44年度第2次債務で1019 - 1022号機が製造された。1018号機は新空港建設資材輸送用、1019 - 1022号機は万博輸送用・呉線電化用である。1018号機は新鶴見機関区に、1019 - 1022号機は広島機関区に配置され、万博輸送後は貨物列車用として使用された。

カニ22形のパンタグラフスイッチが撤去され、一人乗務に備えてEB装置・TE装置の設置、記録式速度計 (SRD40) の追加がなされた。また、製造時から運転台前面窓と前照灯のつらら切りを備えている。

#### 3次車
昭和44年度第3次債務で1023 - 1031号機が、昭和44年度第4次債務で1032 - 1039号機が製造された。呉線電化・高島線電化・特急客車列車増発・東北本線・高崎線貨物列車増発・身延線機関車形式改善用である。1023 - 1025号機が下関運転所、1026 - 1028号機が新鶴見機関区、1029 - 1031号機が宇都宮運転所に配置された。

貫通扉下側のステップの長さが手すりの内側まで短縮された以外に2次車との大きな違いは見られない。

#### 4次車

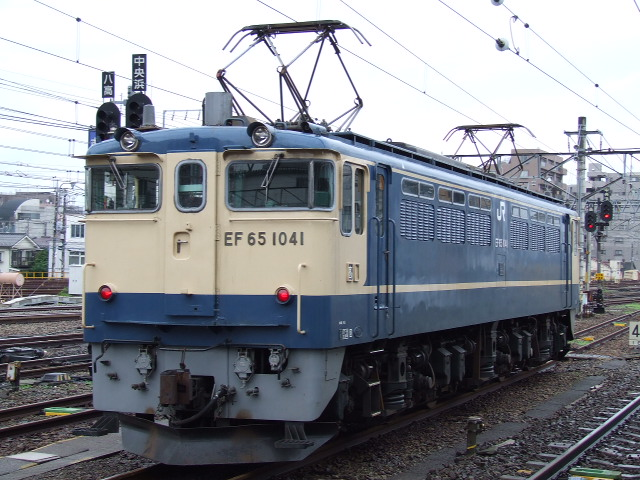
EF65 1041（2006年6月18日 八王子駅）

昭和46年度本予算で1040 - 1049号機が製造された。飯田線の形式改善と東北本線の増発を名目としているが、実際には東北本線の貨物列車増発が狙いであり、1040 - 1048号機が宇都宮運転所に、1049号機が下関運転所に配置された。なお、1049号機の下関運転所所属は寝台列車増発による暫定処置であり、1972年10月には1049号機も宇都宮運転所に移籍している。
3次車以前と比べて、以下の大きな変化が見られる。
- 運転室内へ扇風機が設置され、尾灯直上の通風孔を廃止
- テールライトカバーが内はめ式から外はめ式に
- 抵抗バーニア制御器をCS29AからCS29Bに変更
- 界磁制御器をCS26CからCS26Dに変更
  - 以上2点の変更はメンテナンスフリー化に伴うものである
- 新JIS規格メートルネジの採用
- KE59ジャンパ連結器の廃止
  - ただし、スカートには変更が施されなかったため、ジャンパ連結器があった箇所には穴が開いたままであった。

#### 5次車

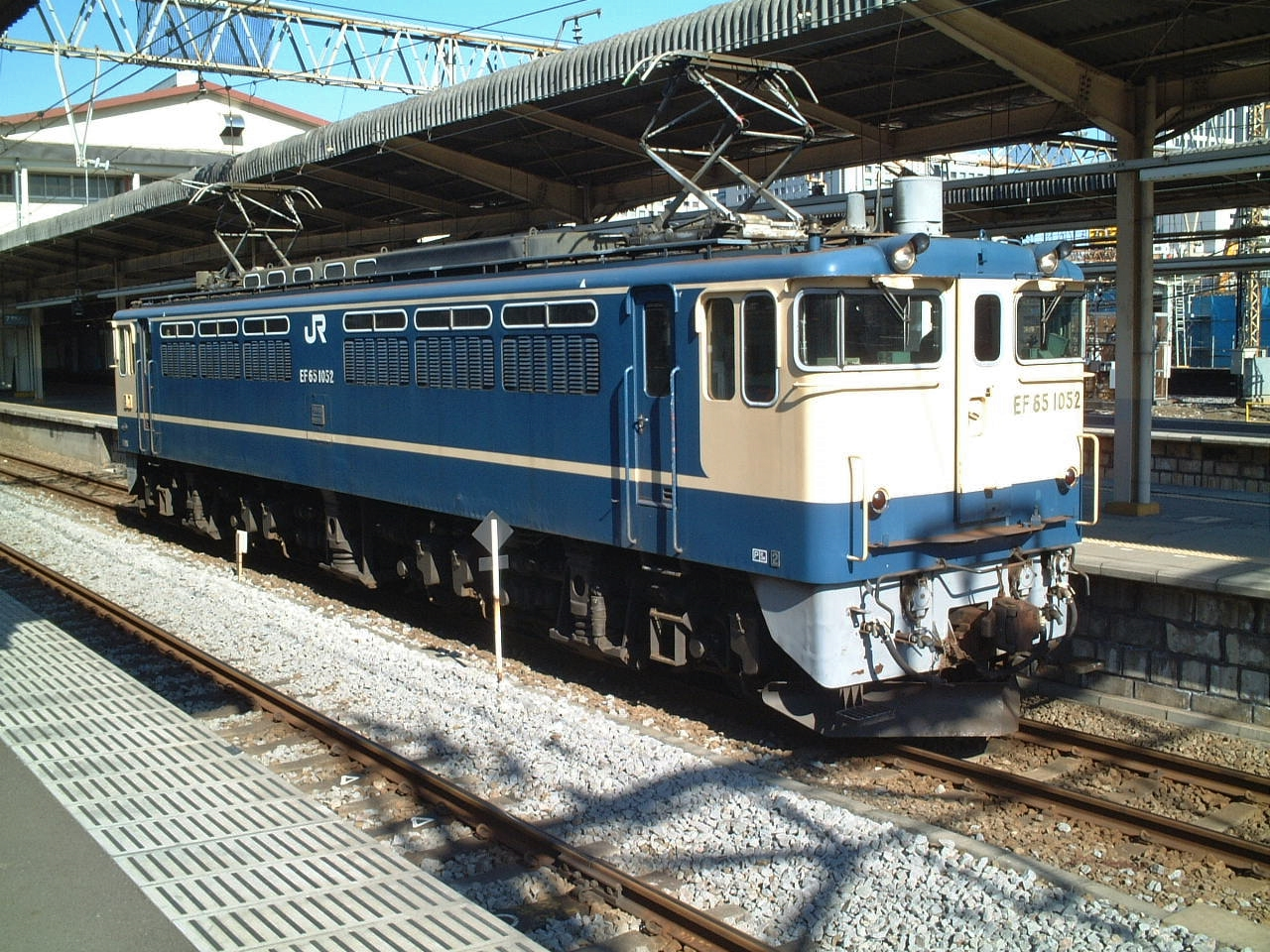
EF65 1052（2001年1月24日 品川駅）
画像はパンタグラフ交換後

昭和46年度第3次債務で1050 - 1055号機が製造された。山陽本線における波動輸送用を目的とし、全機が下関機関区に配置された。
継電器の変更に伴い、抵抗バーニア制御器がCS29BからCS29Cに変更された。また、スカートの変更によってKE59ジャンパ栓跡の穴がふさがれている。

#### 6次車

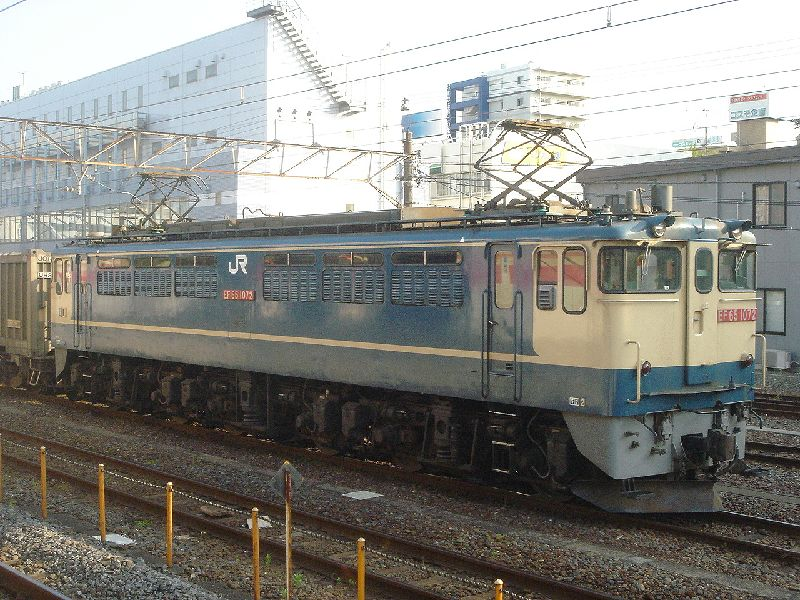
EF65 1072（2009年7月16日 蘇我駅）
後年に常用減圧促進改造が施されたため、ナンバープレートの地色が赤色に変更されている。

約4年ぶりにEF65の増備が再開された。昭和50年度第3次債務で1056 - 1068号機が、昭和51年度第1次債務で1069 - 1091号機が製造された。首都圏の旧形電気機関車置き換えを目的とし、全機が新鶴見機関区に配置された。
5次車製造から時間が空いたことから、多くの変更点がある。
- 各機器・配線に対して難燃化・不燃化対策の実施
- 避雷器をLA15BからLA15Dに変更
- 集電装置をPS17（菱形）からPS22B（下枠交差式）に変更
- 主抵抗器をMR71（格子形）からMR134（山形）に変更するとともに、電動送風機を稼働させないと起動不可能な回路構成とした
- ナンバープレートをステンレスエッチング加工を施したブロック式のものを採用
- 電動送風機をターボファン式のMH91I-FK102に変更（1069号機以降）
- 記録式速度計をSRD40（機械式）からSRD60（電気式）に変更（1069号機以降）

#### 7次車

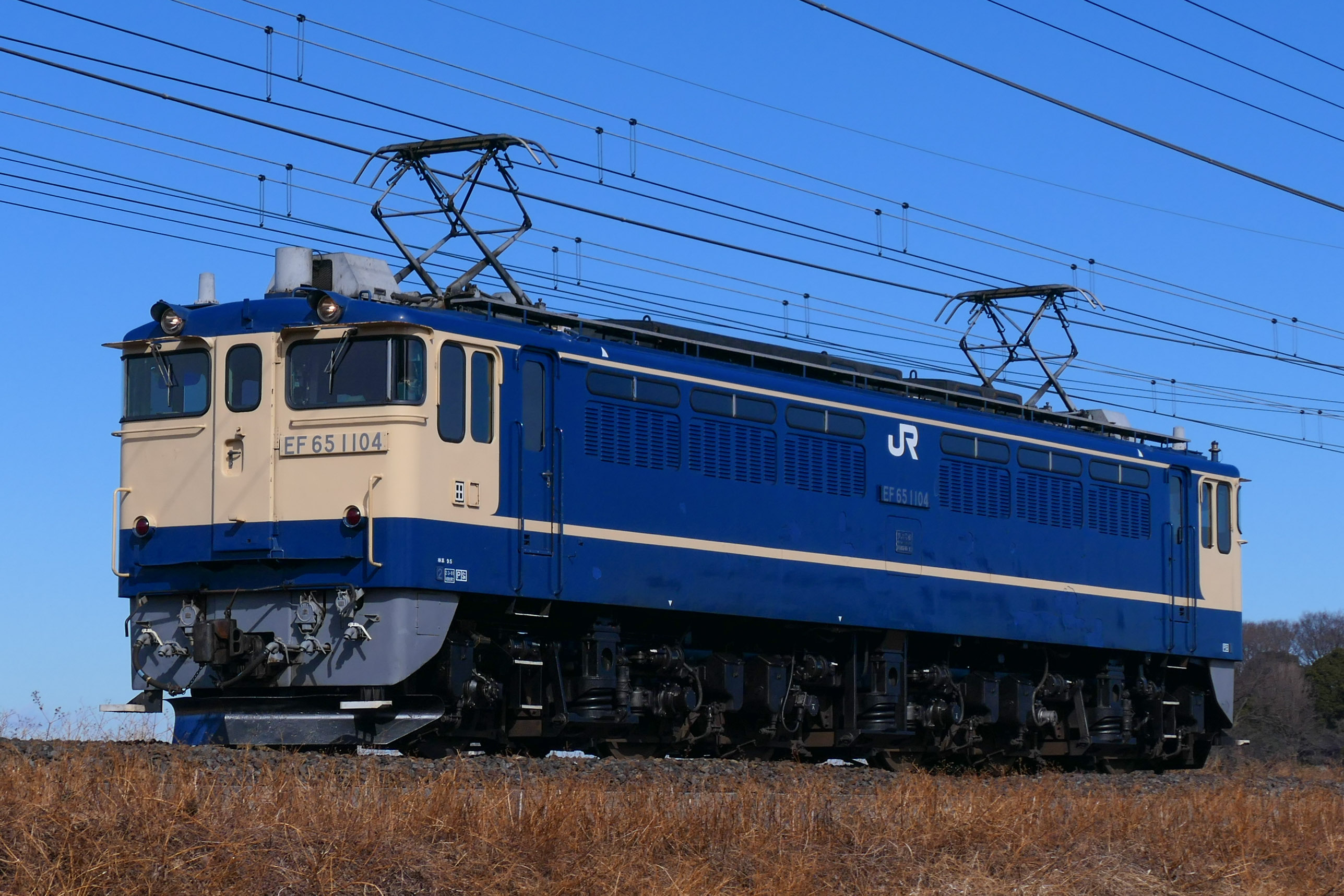
EF65 1104（2021年2月10日 蓮田駅 - 東大宮駅間）
画像の車両は後年にスノープラウが設置された。

昭和52年度第1次債務で1092 - 1118号機が製造された。紀勢本線電化開業および旧形電気機関車置き換えを名目としているが、実際は長距離高速運転による酷使で故障が多発していた500番台（P形）置き換えのためである。1092 - 1095号機の4両が下関運転所、1096 - 1116号機の21両が寝台特急牽引用として東京機関区に、1117・1118号機の2両が新鶴見機関区に配置された。

運転台窓ガラスが5 mm厚の強化ガラスに変更されたほか、重連や寒冷地での運用がないために東京区・下関所配置車は配置直後に保守合理化のためスノープラウや汽笛カバーやホース類が外された。砂撒き管のヒーターの配線カットを行っているが、砂撒き管ヒーターの本体とつらら切りは引き続き装着されている。一方新鶴見区配置車は存置されていた。

#### 8次車

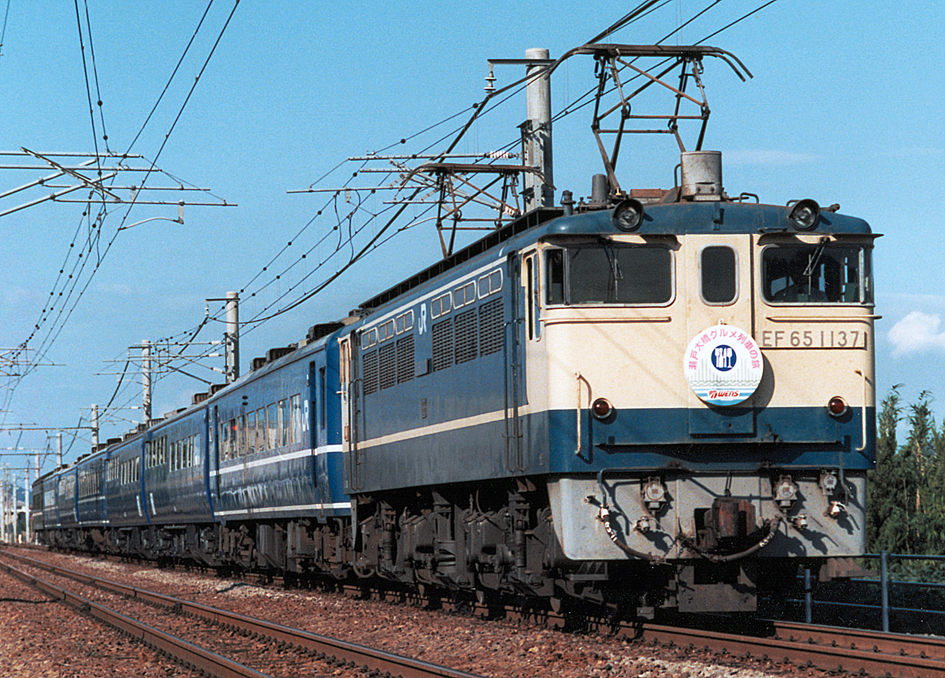
EF65 1137（1988年 鬼無駅付近）

昭和53年度第1次債務で1119 - 1139号機が製造された。関西圏で寝台列車を牽引していたEF58形の老朽取替え用である。1119 - 1128号機が下関運転所に、1129 - 1139号機が宮原機関区に配置された。

関西 - 九州間の寝台列車牽引を目的としていたため、耐寒耐雪設備の一部であるスノープラウ、汽笛カバー、砂撒き管ヒーター、主電動機用歯車箱の防雪覆いを省略した。さらにこれまでの使用実績から主電動機をMT52Bに、避雷器をLA16に変更した。加えて、亀裂防止の観点から台車枠は溶接が強化され、台車にとりつけられたオイルダンパーが折損した際に車両外側に飛び出すのをふせぐため、アイボルトの取り付け方向が90度変更された。

#### JR貨物所有機のナンバープレートの色について
| 青プレート車である1061号機（2008年2月1日）  |  | 赤プレート車である1091号機（2005年9月14日 向日町駅）  |
| 青プレート車である1061号機 （2008年2月1日） |  | 赤プレート車である1091号機 （2005年9月14日 向日町駅） |

車体前面の機関士側と車体側面の中央には車体ナンバーが記されており、1056号機以降はエッチングプレート式となっている。プレートは車体塗装に合わせて前面がクリーム色、側面が紺色であったが、改造により変更が発生した。
国鉄分割民営後、常用減圧促進改造を施工した車両のプレートが、非施行車と区別するために赤色に塗装された。
常用減圧促進改造施行と前後して、新鶴見機関区所属車を中心にプレートが青色に変更された。また、2000年以降、JR西日本からJR貨物に移籍した車両の一部が同様に変更された例がある。
- 1056号機：1990年ごろ、前面プレートが青色に変更された。
- 1061号機：1990年ごろ、前面プレートが青色に変更された。2005年5月に更新工事が施工され、車体塗装に合わせて前面プレートがライトパープル、側面プレートがディープブルーとなったが、大宮車両所から新鶴見機関区に戻された直後に前面プレートがディープブルー、側面プレートがライトパープルに変更された。
- 1062号機：1990年ごろ、前面プレートが青色に、側面プレートがクリーム色に変更された。
- 1121・1137号機：2005年11月にJR西日本からJR貨物に売却されて新鶴見機関区に配置された際、前面プレートが青色に、側面プレートがクリーム色に変更された[注 38]。
- 1122号機：2000年11月にJR西日本からJR貨物に売却されて高崎機関区に配置された際、前面プレートが青色に変更された。

さらに、2012年6月以降、保安装置の関係から車体番号の変更が行われたが、この際に常用減圧促進改造非施行車のナンバープレートが青色に統一された。但し、一部は全般検査出場後にナンバープレートが白色に変更された。

## 改造・仕様変更
本節では、JR貨物所有機（一部国鉄時代もあり）を中心に施工された様々な改造・仕様変更について記述する。

### 更新工事
JR貨物が所有するEF65形に対して、全般検査2回分（約10年分）の延命・更新工事が大宮車両所と広島車両所、JR西日本鷹取工場で行われた。
0・500番台に対しては1989年から、1000番台に関しては1993年から施工された。1989年から施工された更新A工事の施工内容は以下のとおりである。
- 主要電気配線の交換
- 主電動機電機子コイル巻き替えおよび軸・絶縁強化
- 主制御器カム接触器の無給油化
- アークシュート交換
- 一体圧延車輪の採用と乙28形制輪子の採用
- 車体外板の補修とロンテックス塗布による塗り屋根化、貫通扉・側扉の交換
- 耐候性を向上させたアクリルシリコン樹脂系塗料「ハイテントップ」を採用し、床下機器は灰色に塗装
- 切り抜きナンバーのブロックプレート化

- 1993年には更新B工事が開始され、制御装置の換装が追加された。
- 2000年には更新C工事が開始され、工事内容に主電動機のMT52Cへの換装が追加された。
- 更新A工事は1999年度、更新B工事は2000年度で終了した。0・500番台は更新A工事のみが施工され、更新工事を施工された大半の1000番台は更新B工事または更新C工事施工となっている。

更新工事を施工した機関車は未施工機と区別する必要性から車体塗装が変更されている。しかし2016年までに未施工機が全て運用離脱、施工機のみの稼動となり、区別する必要がなくなったため、国鉄特急色に復帰するようにした。

#### 0・500番台
| EF65 114 3色更新機（2010年5月22日 相生駅 - 有年駅） |  | EF65 118 2色更新機（2008年2月13日） |
| EF65 114 3色更新機（2010年5月22日 相生駅 - 有年駅） |  | EF65 118 2色更新機（2008年2月13日） |

| EF65 528 2色更新機（2007年7月7日 大宮駅） |  | EF65 515 2色更新機（2007年 大宮駅） |
| EF65 528 2色更新機（2007年7月7日 大宮駅） |  | EF65 515 2色更新機（2007年 大宮駅） |

ライトパープルをベースにディープブルーとスカイブルーで塗り分け（3色更新色）、乗務員扉はからし色のJR貨物標準色に改められた。

後に広島車両所で全般検査が行われた車両に関しては検査後も3色更新色を維持するが、大宮車両所で全般検査が施工された場合はライトパープルとディープブルー（2色更新色）になっている。

#### 1000番台（大宮車両所施行機）
| EF65 1068 3色更新機（2012年3月30日） |  | EF65 1042 2色更新機（2006年5月12日） |
| EF65 1068 3色更新機（2012年3月30日） |  | EF65 1042 2色更新機（2006年5月12日） |

0・500番台と同様に3色更新色にからし色の乗務員扉とされ、更新工事後の全般検査で2色更新色にからし色の扉というように車体塗装が区別された。しかし、2004年10月以降に施工された更新工事は、更新出場時点から2色更新色を纏っている。そのため3色塗装の更新機は年々減少し、2011年5月12日に1058号機が大宮車両所を2色更新色で全検出場したのを最後に3色更新機は消滅した。

#### 1000番台（広島車両所施行機）
| EF65 1032 広島更新機（2007年9月15日 中庄駅 - 庭瀬駅） |  | EF65 1033 広島更新機（2009年11月14日 備中箕島駅 - 早島駅） |
| EF65 1032 広島更新機（2007年9月15日 中庄駅 - 庭瀬駅） |  | EF65 1033 広島更新機（2009年11月14日 備中箕島駅 - 早島駅） |

岡山機関区配置機は広島車両所で施工された。大宮車両所とは異なり、2色更新色だが乗務員扉に加えて貫通扉もからし色という独自のデザインである。広島更新色と称することがある。また、初期に施工された1008・1010・1012・1031 - 1033号機はナンバープレートもからし色になっている。
- 例外として、新鶴見機関区所属の1089号機は2006年に広島車両所で更新工事が施工された。3色更新色で貫通扉もからし色という異色の塗装であったが、広島車両所に再入場して2色更新色に変更された。しかし、大宮車両所で更新工事を施工された機関車と違って青が明るく、プレートが紅葉色な点が特徴であった。

更新工事の施工車は、2009年4月現在、次のとおりである。
17・19・24・27・28・31・35・36・47・49・55・57・62・64・67・68・72 - 76・101・104・108・113 - 115・118 - 122・124・125・127 - 130・502・504 - 509・511・512・514・515・528・530・1002 - 1010・1012・1031 - 1037・1039・1040・1042 - 1051・1055・1057・1058・1060・1061・1063・1065 - 1071・1074 - 1076・1080・1081・1083 - 1097・1101・1117・1127・1138・1139号機
- 以上のうち、1008・1010・1012・1031 - 1033・1089・1093・1127号機が広島更新色で出場したが、2017年時点で1008・1010・1012・1031 - 1033号機は廃車、1089号機（現・2089号機）と1093号機（現・2093号機）は全般検査での塗り替えにより他の更新色と同じとなり、1127号機（現・2127号機）のみが広島更新色を纏っている。なお、2127号機の現状については後述を参照。

### 常用減圧促進改造

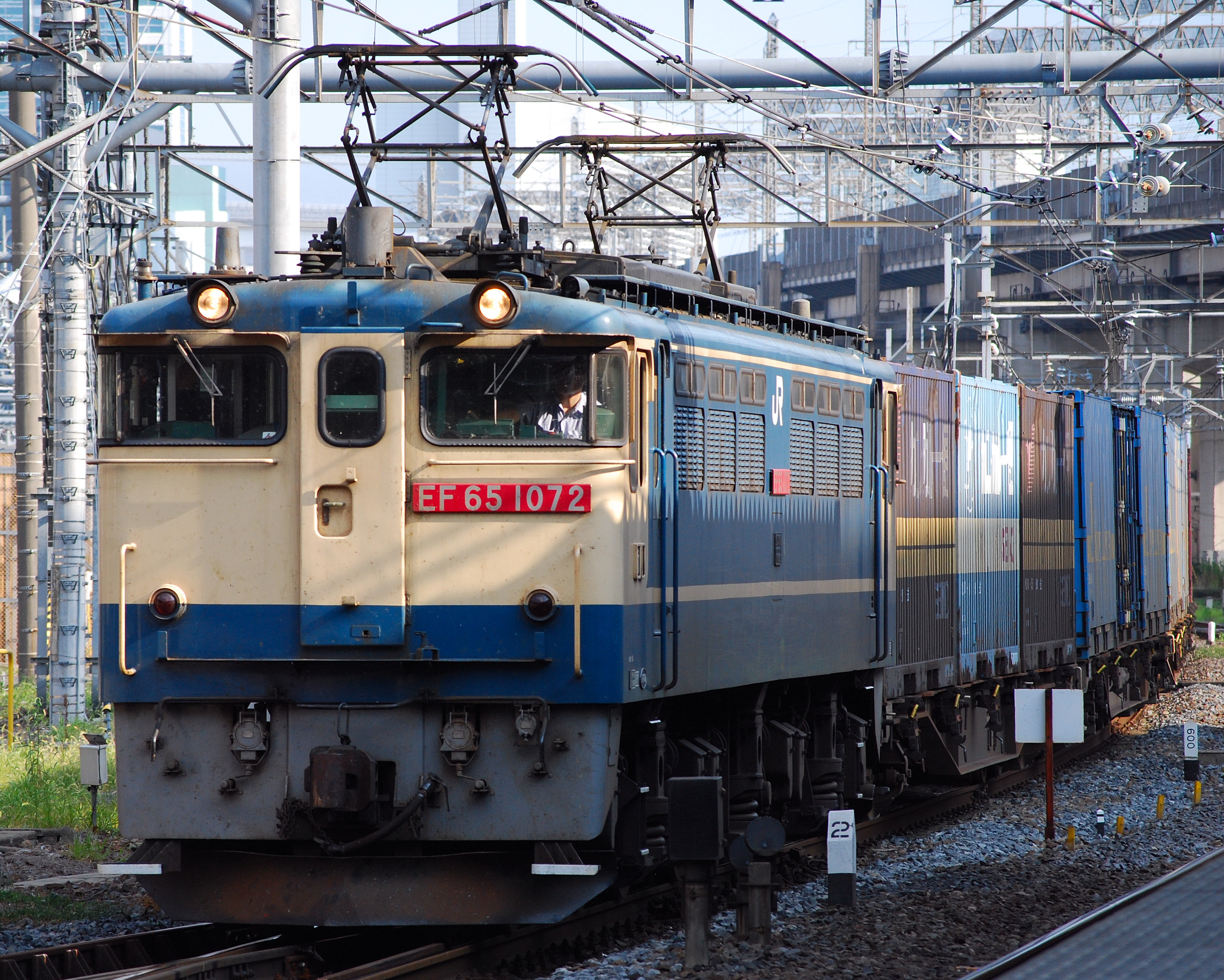
EF65 1072 常用減圧促進改造施工車（2010年8月22日 大宮駅）

JR貨物所有の一部の車両は、電磁給排弁を併用せずに貨物列車制動時の空走距離を短縮させるため、自動空気ブレーキ系の常用減圧促進改造が施工されている。この改造はツリアイ空気ダメの容量を縮小した上で、膨張ダメおよびJB中継弁の設置を行うものである。これはコキ50000形改造の100 km/h運転対応車（250000番台）牽引に対応するもので、改造当初はナンバープレートの地色を、側面はコキ50000形250000番台の外部塗色に合わせた淡緑色、正面を青15号としたが、夜間作業等、暗い時に判別がつきにくいため、当時試験塗装を纏っていたEF64 1010号機に倣い、赤色で区別した。1991年から1992年にかけて39両に施工されたが、CLE電磁自動空気ブレーキを装備し110 km/h運転が可能なコキ100系貨車の量産開始後、コキ250000で組成された編成はコキ100系への置き換えが進み、機関車もEF66形に置き換えられたため、限定仕業を解除された改造施工機は非改造機と共通の運用に充当されている。
改造工事の施工機は次のとおりである。
- 1045・1057・1058・1060・1063 - 1092・1096・1097・1117・1138・1139号機

### 運転状況記録装置の省略による改番

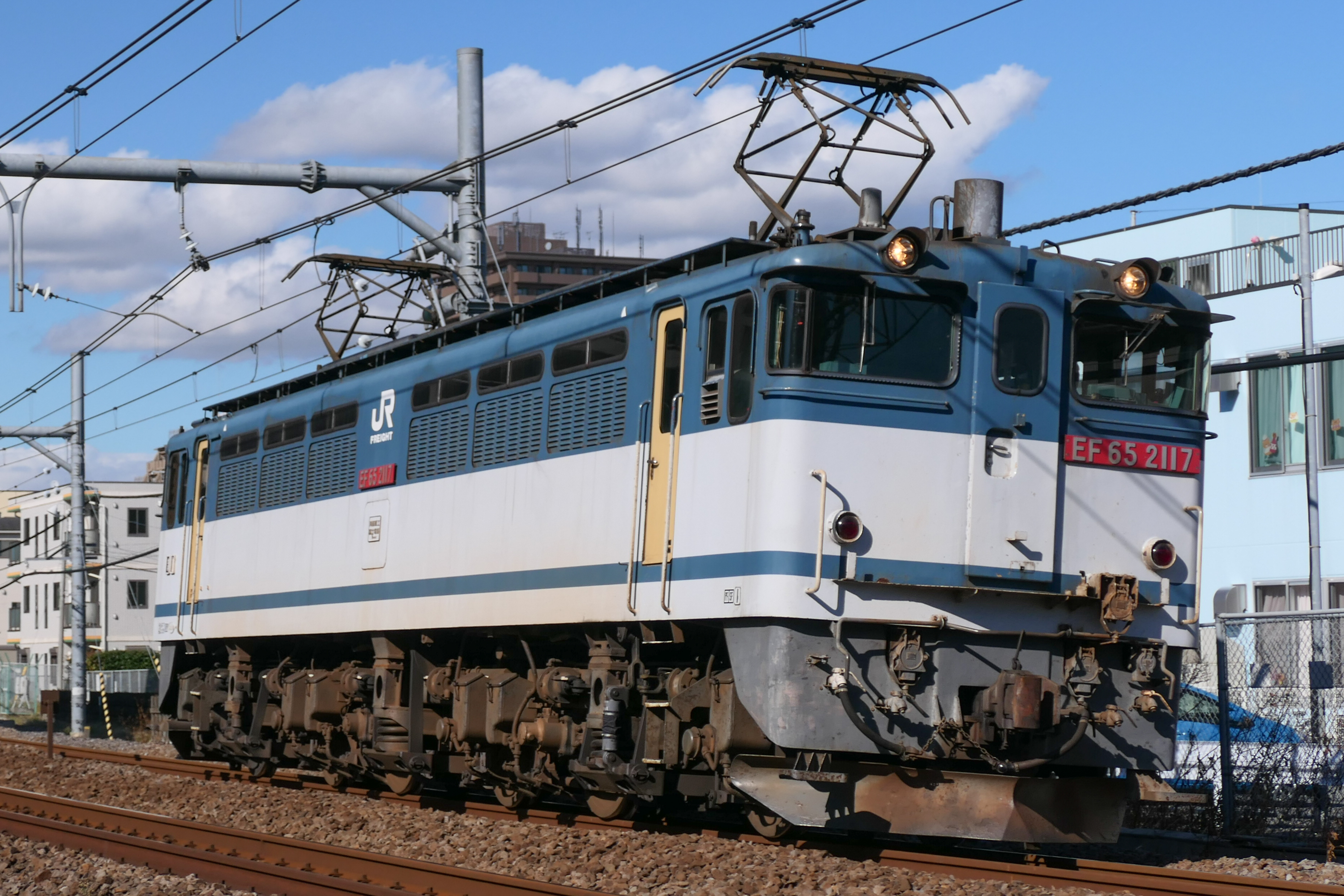
EF65 2117 赤色プレートの保安装置区別改番車（2021年10月26日 宮原駅 - 大宮駅間）

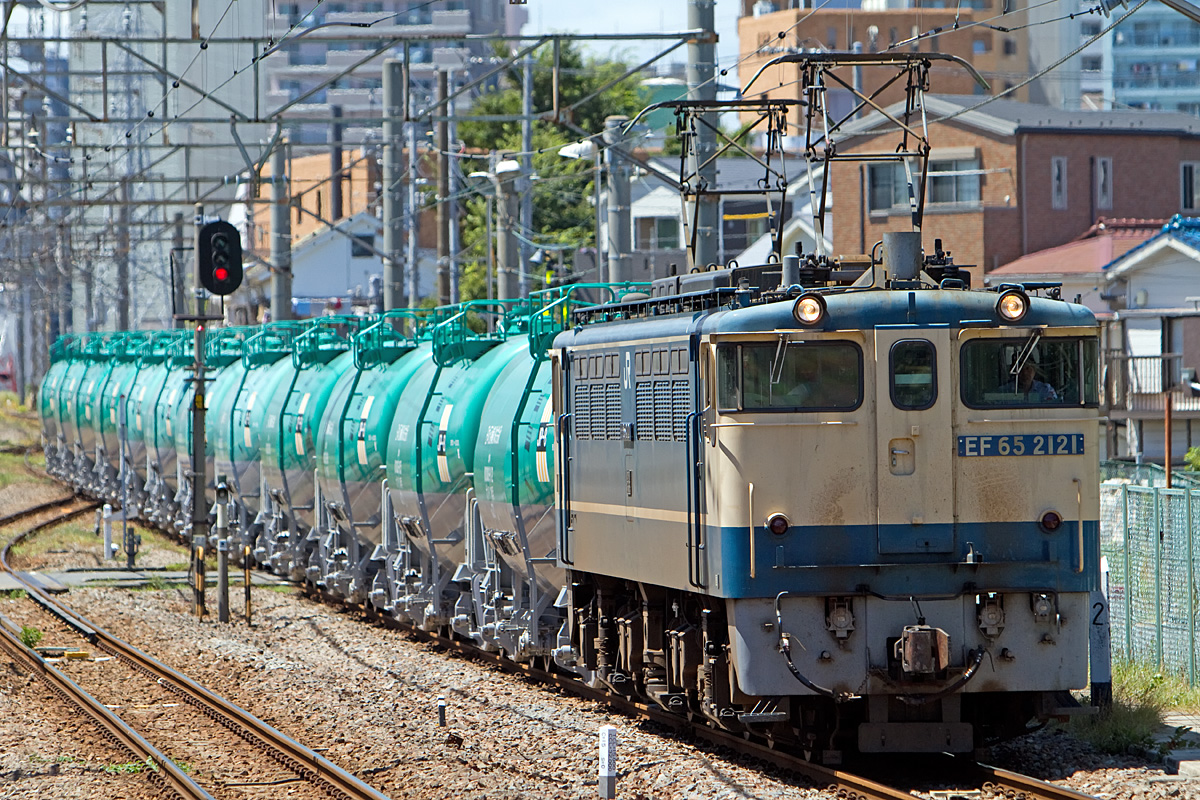
EF65 2121 青色プレートの保安装置区別改番車（2012年8月2日 川崎新町駅）

国土交通省の鉄道に関する技術上の基準を定める省令によって、100 km/hを超える運転を行う車両には運転状況記録装置の搭載が義務付けられたが、JR貨物のEF65形1000番台は100 km/h以下で運転されるため、同装置の搭載を省略することになった。運転状況記録装置を搭載するJR旅客会社の所有機と最高速度の相違を区別するために、2012年5月からJR貨物所有の本形式に対して車両番号が元番号に1000を加算する措置が取られている。
前述の常用減圧促進改造を施工された車両は、赤色プレートの上に切り抜き文字を、それ以外の車両はディープブルー色プレートの上に切り抜き文字を貼り付けている。但し、2119・2121号機は改番前のものに近い鮮やかな青色プレートの上に切り抜き文字となっている。切り抜き文字はすべて金色である。更新工事未施工車で改番が行われたのは2077・2119・2121号機のみである。
一方、0番台は既に全廃され、500番台はJR貨物所属機が全て運用離脱しているため改番の対象とならなかった。
赤色プレート以外の更新工事施工機は、改番時ディープブルー色プレートに統一されたが、2094は2015年9月の全般検査時に改番前と同色の白色プレートに変更された。文字色は金色のままである。
改番工事の施工機は次のとおりである。
1036・1037・1040・1050・1057・1058・1060・1061・1063・1065 - 1070・1074 - 1077・1080・1081・1083 - 1097・1101・1117・1119・1121・1127・1138・1139号機 
→ 2036・2037・2040・2050・2057・2058・2060・2061・2063・2065 - 2070・2074 - 2077・2080・2081・2083 - 2097・2101・2117・2119・2121・2127・2138・2139号機

## 塗装変更
本節では、様々な色に塗装変更された車両について、「旅客会社所属機の塗装変更」、「JR貨物所属機の塗装変更」の小節に分けて記述する。

### 旅客会社所属機の塗装変更
JR東海は「「ユーロライナー」色」、JR西日本は「ゆうゆうサロン岡山」→「ユウユウサロン岡山」専用機、「トワイライトエクスプレス」塗装、JR東日本は「スーパーエクスプレスレインボー」塗装へそれぞれ変更となった。

#### JR東海 「ユーロライナー」色

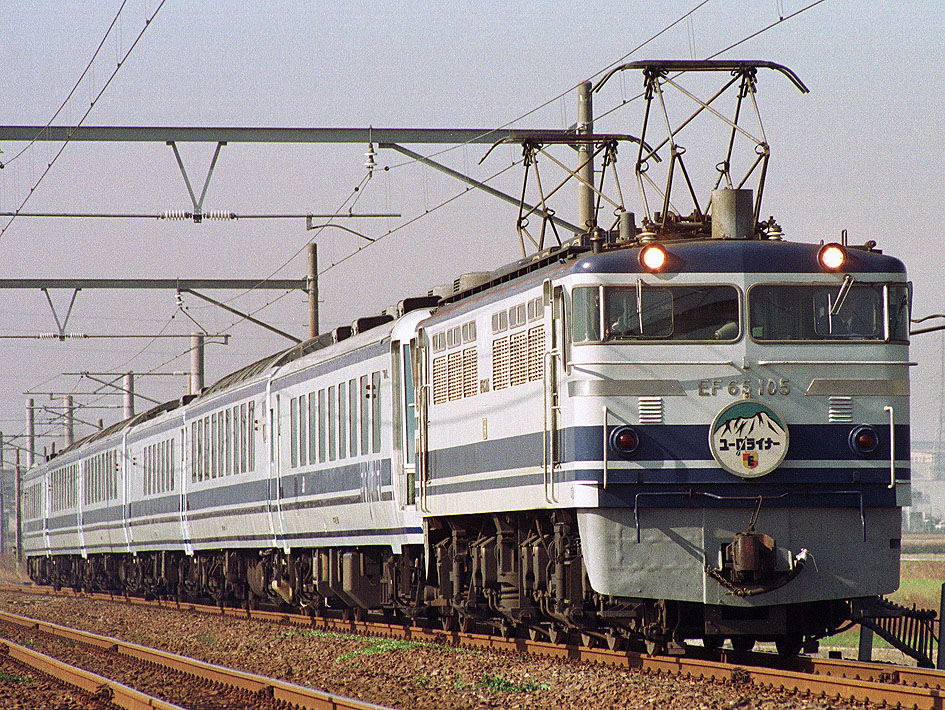
EF65 105 「ユーロライナー」専用機

105・106・112号機
旅客用として東海旅客鉄道（JR東海）に承継された5両のうち、105・106・112号機は1985年8月に登場した12系ジョイフルトレイン、「ユーロライナー」専用機として「ユーロライナー」色となった。
2005年4月に「ユーロライナー」を含む客車編成が使用終了・廃車となったが、105号機は1996年2月29日に、106号機は2000年3月31日に廃車となった。
残った112号機は工事臨時列車などで使用されたが、2007年12月3日付けで廃車となり、ユーロライナー専用機は消滅した。廃車直前の2007年7月には、112号機が浜松工場一般公開で展示された。

#### JR西日本 「ゆうゆうサロン岡山」→「ユウユウサロン岡山」
| EF65 123「ゆうゆうサロン岡山」専用機 |  | EF65 123「ユウユウサロン岡山」専用機（2002年11月16日 下関地域鉄道部下関車両センター） |
| EF65 123「ゆうゆうサロン岡山」専用機 |  | EF65 123「ユウユウサロン岡山」専用機（2002年11月16日 下関地域鉄道部下関車両センター） |

123号機
1986年にジョイフルトレイン、「ゆうゆうサロン岡山」専用機に指定され、客車と同じマルーン（赤7号）に金色帯の塗装に変更された。
分割民営化後はJR西日本が承継し、1994年に客車は「ユウユウサロン岡山」に名称変更されてリニューアルされ、当機は全体を黄かん色に、乗務員扉を白色とした塗色に変更された（鷹取工場で実施）。その後パンタグラフが下枠交差形のPS22Bに変更された（1998年の全般検査にて下関車両センターで実施）。2002年8月31日に廃車となり、下関地域鉄道部下関車両センター一般公開で展示された後に解体された。
これに伴い、「ユウユウサロン岡山」の牽引は下関総合車両所所属のEF65形1000番台が担当した。

#### JR東日本 「スーパーエクスプレスレインボー」塗装
| EF65 1019「スーパーエクスプレスレインボー」塗装（1989年11月3日 予讃線 鴨川駅 - 讃岐府中駅間） |  | EF65 1118「スーパーエクスプレスレインボー」塗装（2010年10月 京葉車両センター） |
| EF65 1019「スーパーエクスプレスレインボー」塗装（1989年11月3日 予讃線 鴨川駅 - 讃岐府中駅間） |  | EF65 1118「スーパーエクスプレスレインボー」塗装（2010年10月 京葉車両センター） |

1019・1118号機
1987年に運用を開始した「スーパーエクスプレスレインボー」専用機として、1019号機が供された。車体全体がチェリーレッドで塗装され、側面に大きく「EF65」と白で描かれたロゴを、裾部分に白帯を配している。1998年9月1日に1019号機が廃車となり、専用機は1118号機に変更された。
1118号機は、側窓にかかるEF65ロゴ部分はロゴと同じく白で塗装されていたが、2009年1月の検査出場以降、1019号機と同じく塗装が省略されている。「スーパーエクスプレスレインボー」の運用は2000年に終了したが、その後も塗装は変更されることなく臨時列車や工事臨時列車などに使用された。
1118号機は2015年10月17日、高崎線鴻巣駅 - 北本駅間を単機走行中に車両故障・電源火災が発生し、11月26日に長野総合車両センターへ廃車回送された。

#### JR西日本 「トワイライトエクスプレス」塗装

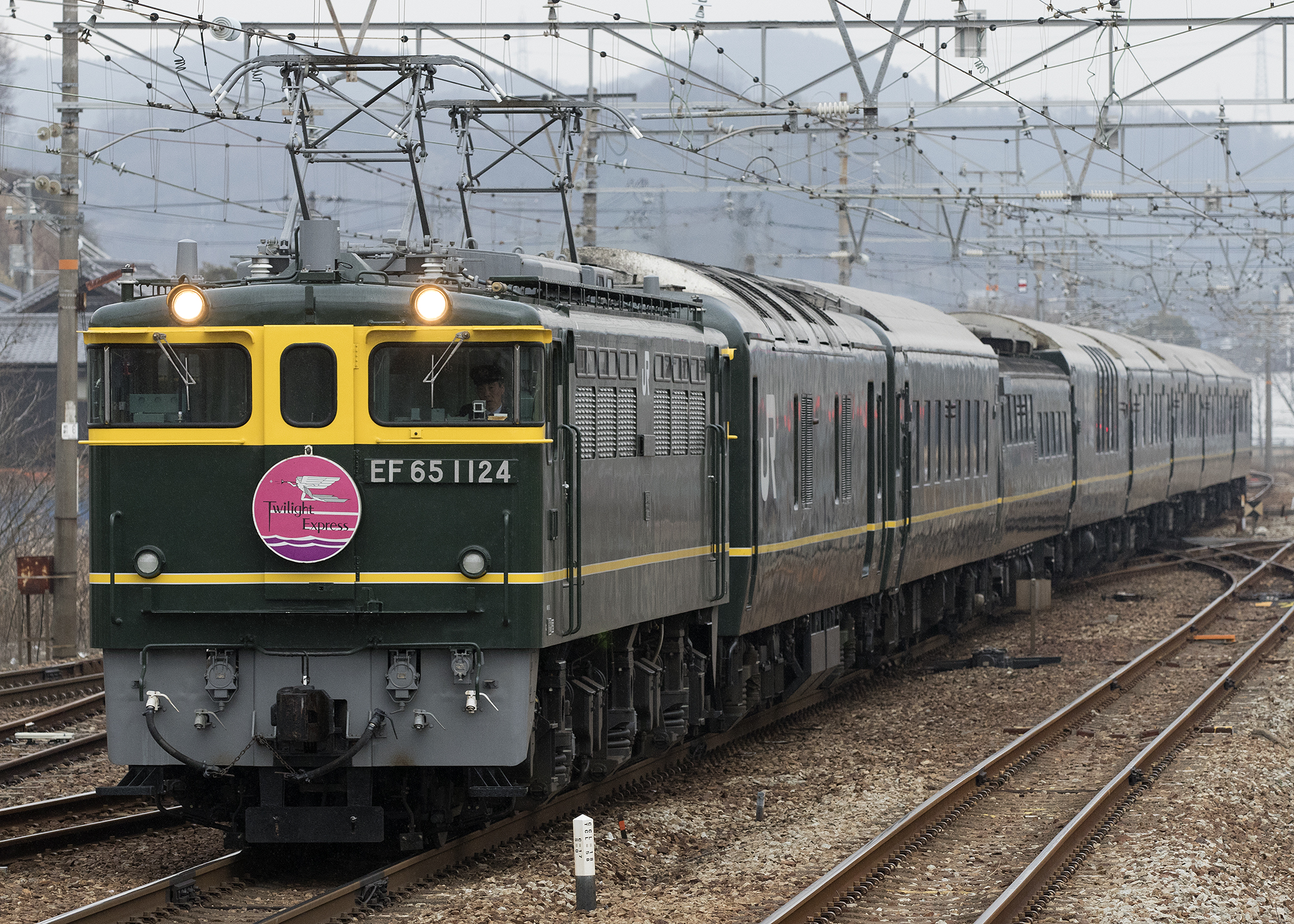
『特別な「トワイライトエクスプレス」』専用のEF65 1124（2015年12月19日 東岡山駅）

1124号機
2015年11月、1124号機が「トワイライトエクスプレス色」へと塗装が変更された。『特別な「トワイライトエクスプレス」』が運行された2016年3月まで専用機として牽引した。トワイライトエクスプレスは運行終了したが、2022年4月に全般検査を受け、現在もこの塗装のまま工臨や臨時列車の牽引を担当している。

### JR貨物所属機の塗装変更
0番台の4機が「茶色塗装」、0・1000番台の計4機が「貨物試験塗装」に変更された。

#### 茶色塗装
| EF65 9 茶色塗装（1989年 小田原駅） |  | EF65 57 茶色塗装（2006年6月24日 小岩駅） |
| EF65 9 茶色塗装（1989年 小田原駅） |  | EF65 57 茶色塗装（2006年6月24日 小岩駅） |

9・56・57・75号機
9号機は1988年に廃車となっていたが、民営化後の1989年に車籍復活がなされ、同時に塗装を茶色（ぶどう色2号）に変更した。近江長岡駅付近を走行中に車軸の異常発熱が発生、そのまま近江長岡駅ヤード内に留置後、移動が不能と判断され、1994年9月9日に廃車となり現地で解体された。
56号機は、9号機の廃車と入れ替わるように茶色への塗装変更がなされた。高崎機関区に所属していたが、2001年11月22日に運用を離脱し、2003年3月31日に廃車となった。
57号機は、1998年に岡山機関区から高崎機関区に転属し、2004年12月の全般検査において茶色に変更した。56号機と比べて、飾り帯が塗装であること、ガラス支持が白ゴムではなく黒ゴムであることなどの違いがあげられる。2008年4月に岡山機関区に再び転属した。2010年現在で車籍を有しており、運用にもついていたが2011年2月末で車籍を失った。
75号機は更新色で運用についていたが、車体を茶色に塗り替え、2003年10月に行われた広島車両所の一般公開で展示された。2003年12月24日に廃車となり、解体された。

#### 貨物試験塗装
| EF65 1059 試験塗装機（2008年3月4日） |  | EF65 1065 試験塗装機（1992年 高松駅） |
| EF65 1059 試験塗装機（2008年3月4日） |  | EF65 1065 試験塗装機（1992年 高松駅） |

21・116・1059・1065号機
21号機は国鉄清算事業団からの車籍復活車で、前面の飾り帯が撤去され、前面のブロック体ナンバーが右に寄ったものとなっていた。貨物更新機の基礎となった塗装であり、後に一般色に戻されるが、前面ナンバーはそのままとなったため異彩を放っていた。
116号機は1969年8月27日付で稲沢第二機関区に新製配置され、JR貨物に引き継がれた。1987年7月21日付で塗装変更がなされた。側面に大きくやまぶき色でJRと描かれ、前面には同じくやまぶき色の帯が配された。1991年11月26日に鷹取工場で行われた全般検査において原色に塗り替えられた。1994年12月3日付で岡山機関区に転属し、2010年9月19日で運用を離脱した。
1059号機は1977年1月21日付で新鶴見機関区に新製配置され、JR貨物に引き継がれた。1987年7月24日付で塗装変更がなされ、前面に警戒色の黄色を、側面に大きくJRのロゴを配した。他の試験塗装機と異なり、2009年3月31日付で廃車になるまで試験塗装を保持し続けた。新製後一貫して新鶴見機関区に配置されていたが、2008年10月から12月にかけて岡山機関区に貸し出された。
1065号機は1977年1月13日付で新鶴見機関区に新製配置され、JR貨物に引き継がれた。1987年7月9日付で塗装変更がなされ、ホワイトとブルーを基調にブラックとイエローの前面警戒色を配した塗色に変更された。変更当初はナンバープレートは青色であったが、常用減圧促進工事が実施された以降は赤色に変更されている。1998年6月の全般検査で国鉄色に、2004年3月の全般検査で更新工事が施工され3色更新色に、2010年5月の全般検査で2色更新色に、2017年10月の全般検査にて国鉄色に復元されている。

#### 広島車両所更新色

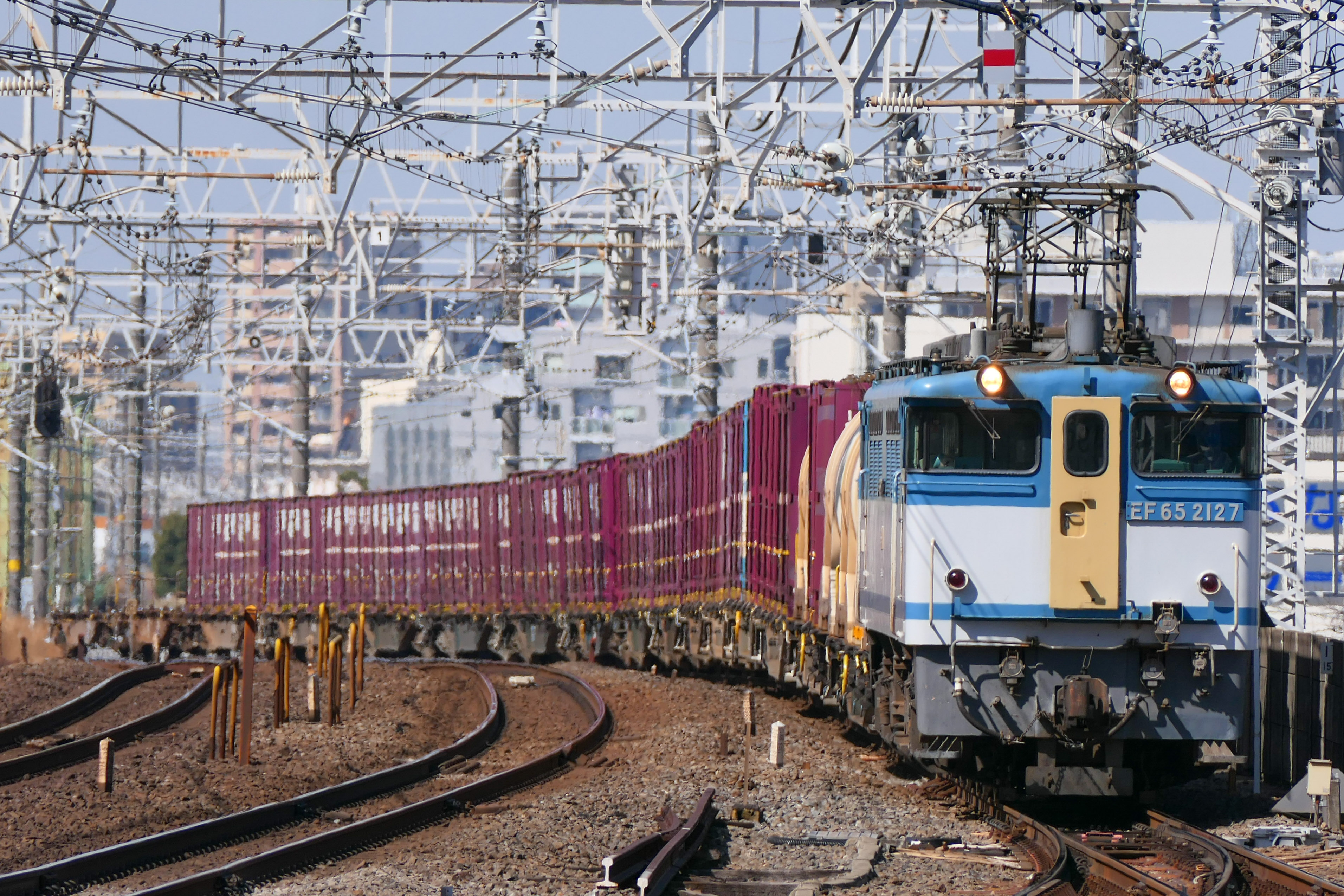
EF65 2127 広島車両所更新色（2021年 総武本線）

2127号機
最後まで稼働していた広島車両所更新色機で、からし色の貫通扉が特徴である。
2023年11月6日に運用を終了し、翌日にDE11 2002と共に大宮車両所へ回送された。その後、2023年11月25日に開催された鉄道のまち大宮 鉄道ふれあいフェアに展示されたのち、2024年1月17日から18日未明にかけて、隅田川駅での撮影会実施のため、EH500-43と共に新鶴見経由で同駅に回送された。撮影会終了後は、3月11日から12日にかけてEH500-50と共に新鶴見経由で再び大宮車両所へと戻った。

### JR貨物更新機の国鉄色復帰

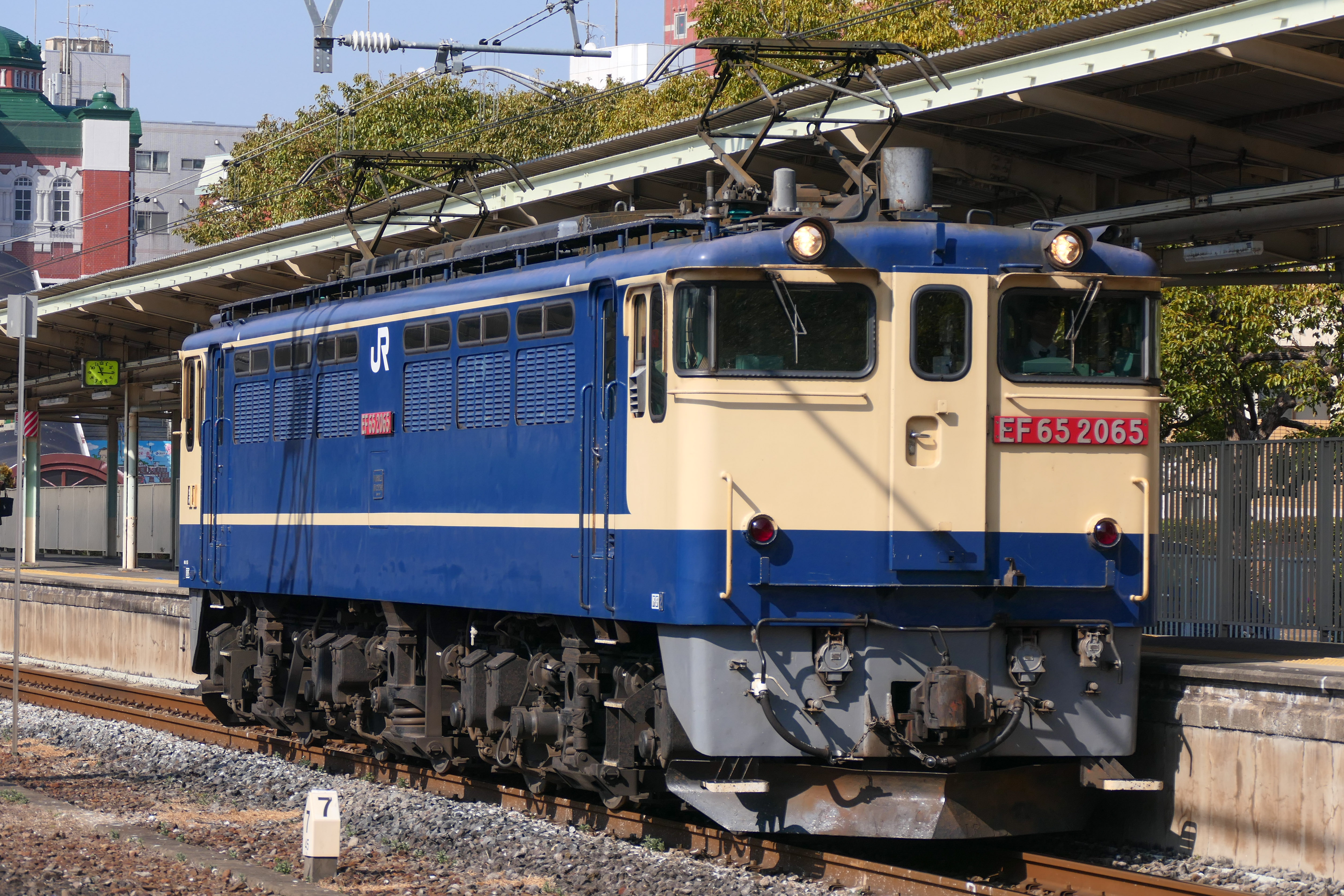
フタル酸塗料を使用した2065号機 （2021年2月13日 深谷駅）
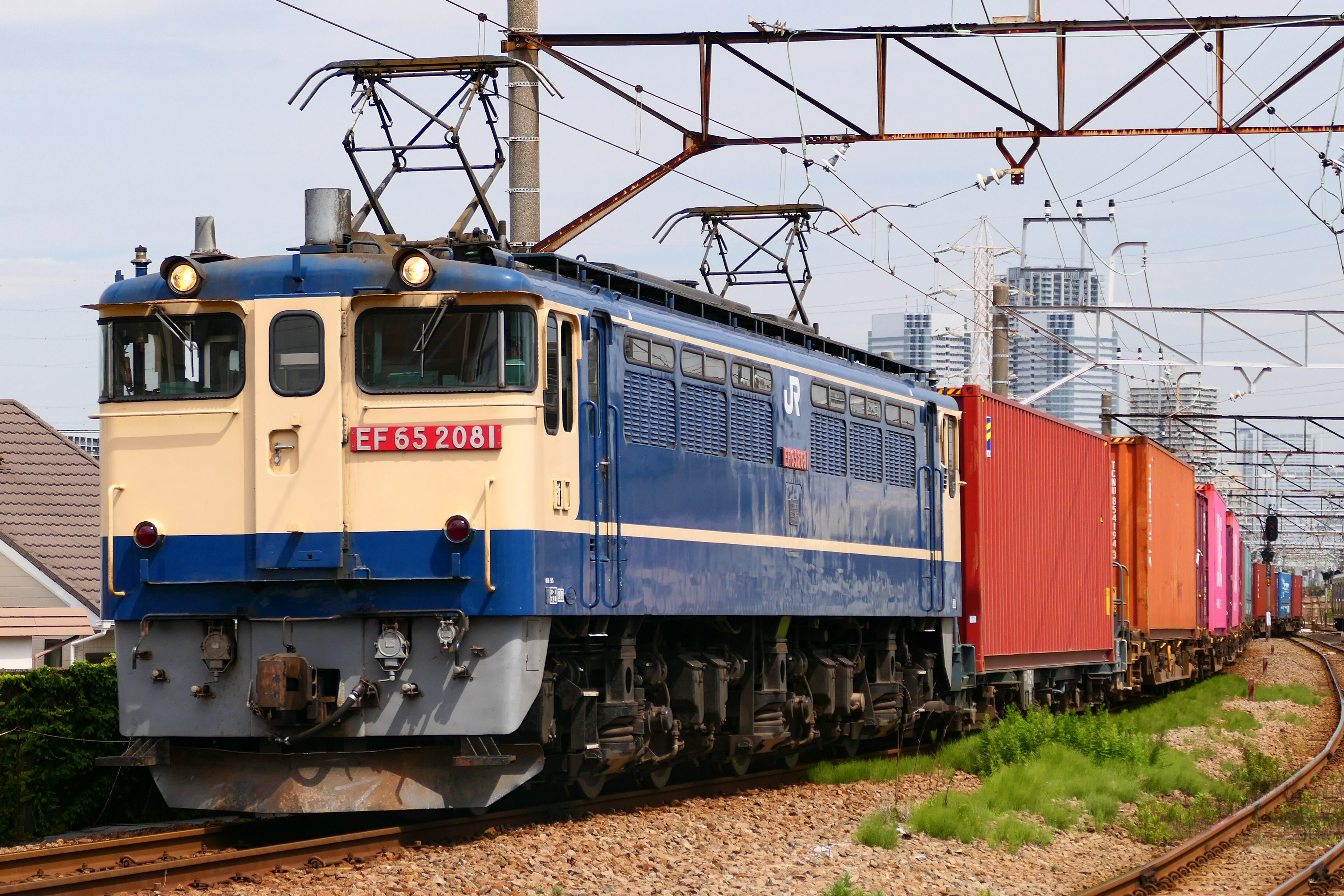
2000番台標準仕様の2081号機 （2023年6月1日 尻手駅）
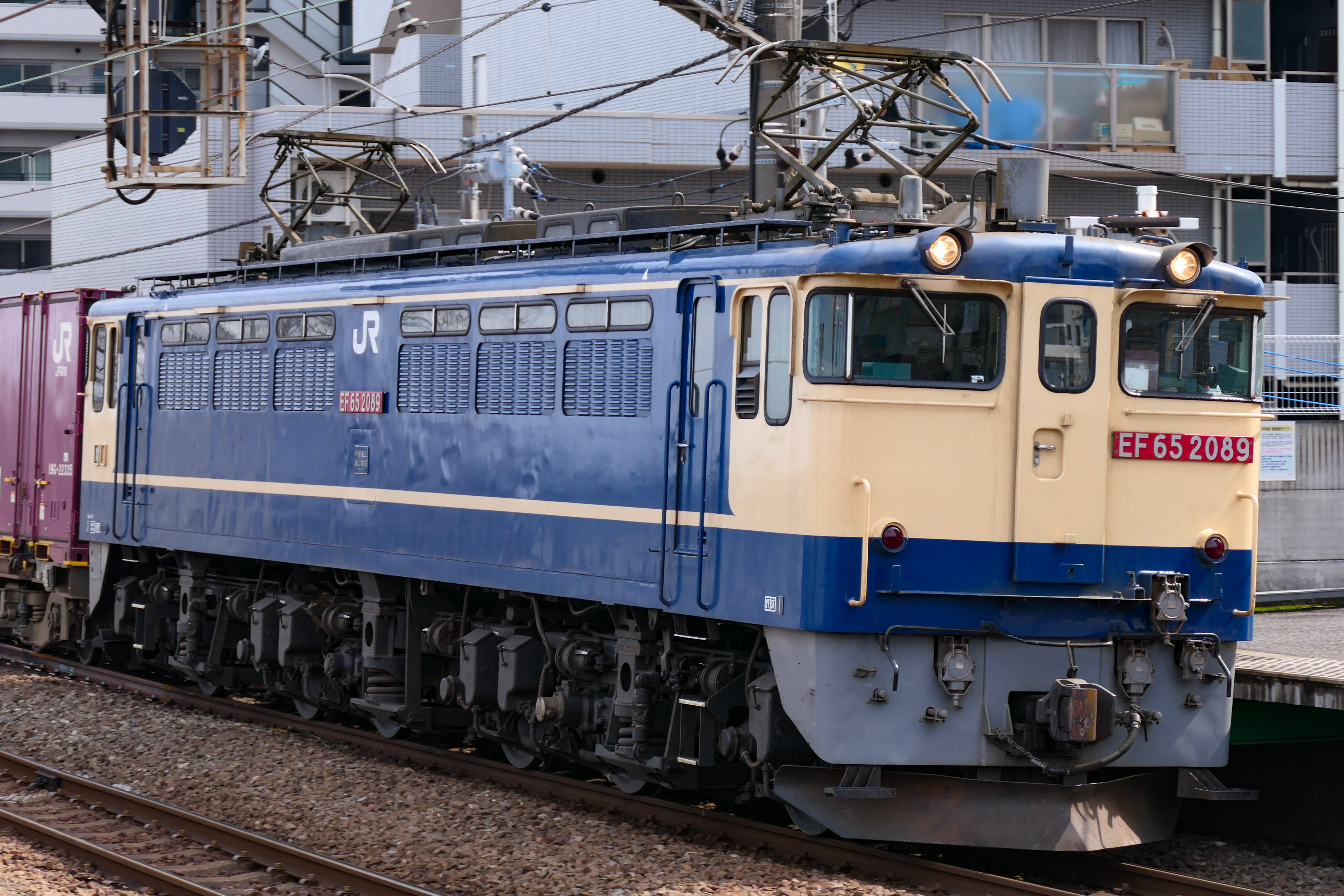
蛍光灯カバー付きの2089号機 （2021年3月6日 新座駅）
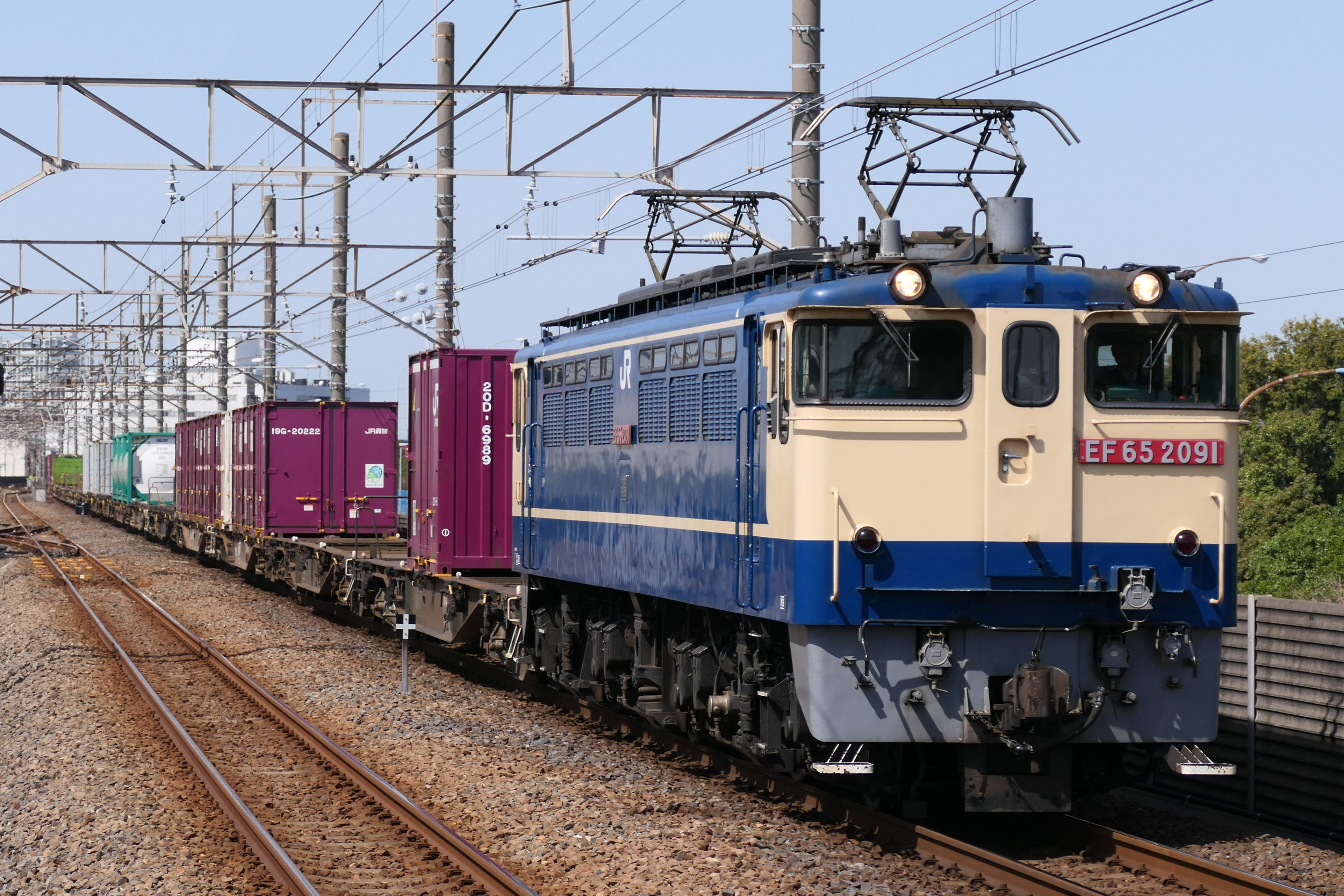
スノープラウがない2091号機 （2021年3月17日 新習志野駅）
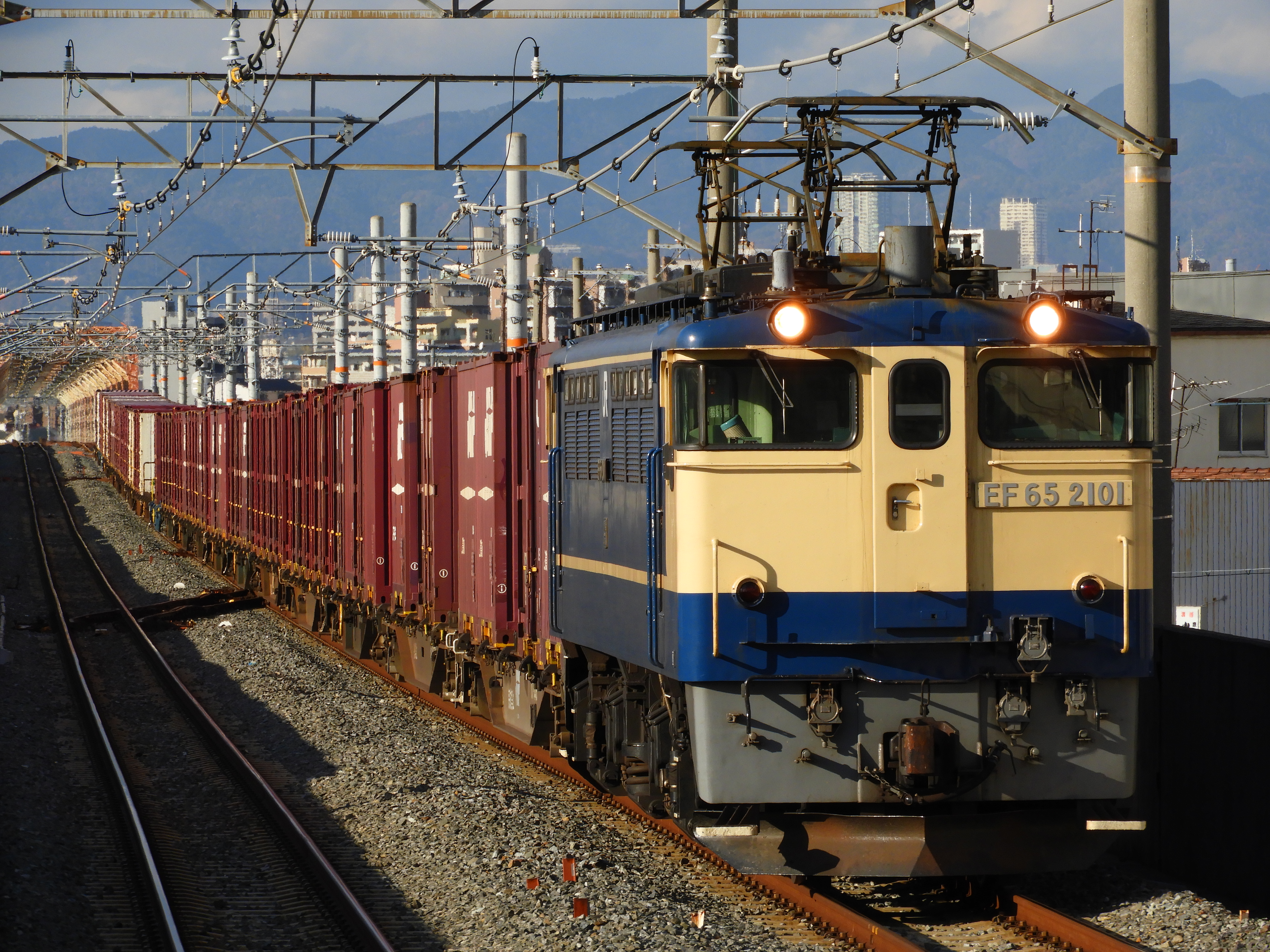
クリーム色プレートの2101号機 （2019年11月29日 城北公園通駅）
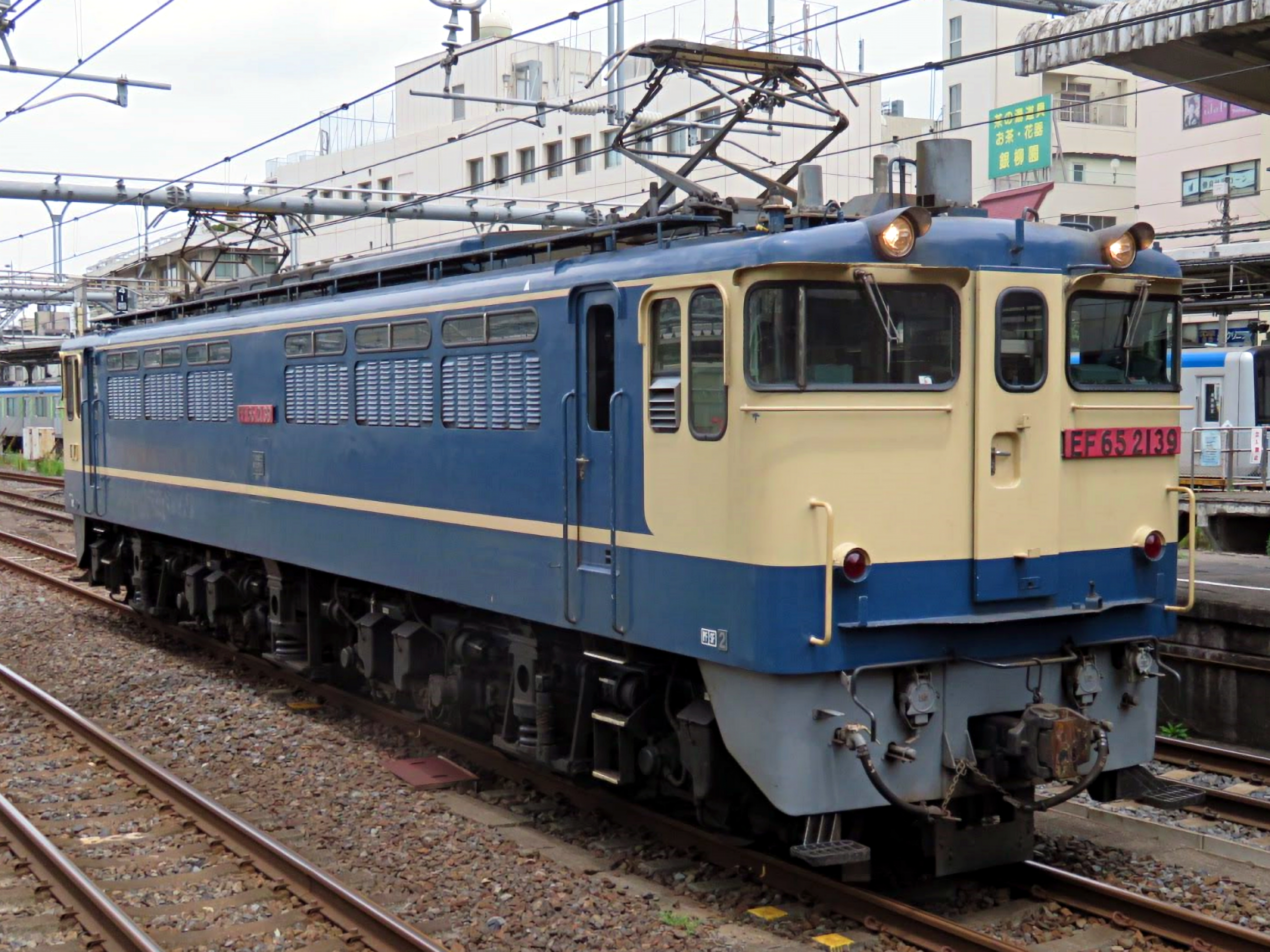
JRマークとスノープラウがない2139号機 （2018年7月30日 大宮駅）

JR貨物所属のEF65 2000番台は、2016年までに所属36機が更新工事施工機のみの稼動となったため、2016年4月にかつての塗色であった国鉄特急色に復帰するようにした。これは未更新機と区別する必要がなくなったためと、更新機の塗装が国鉄特急色に比べ配色が多いため作業工程が煩雑となり、日数が増え塗料代もかさむため、これらの問題の解消及び経費削減を目的としていた。
復帰第一号は貨物2色更新色であった2139号機で、同年5月の大宮車両所での一般公開時に「EF65 2139　国鉄色復活　大宮車両所 新鶴見機関区」のヘッドマークを取り付けて展示された。同機は、JRマークが貼り付けられておらず、また、2000番台への改番時は赤プレート・金文字であったナンバープレートが赤プレート・銀文字になるなどより国鉄時代に近づけている。なお、2139号機以降2016年7月から2017年9月までに全般検査を受けた6機は、貨物更新色で出場、本格的に国鉄特急色化が始まったのは、2017年10月出場の2065号機からであった。
また、2139・2065号機は、国鉄時代と同じフタル酸エナメル系塗料を使用していたが、フタル酸塗料は耐用年数が4年程度で、2～3年過ぎると色合いが変わることと、民営化直後から採用され、EF200形以降の新製機や更新機で使用されていた、耐候性に優れた「ハイテントップ」と呼ばれるアクリルシリコーン樹脂系塗料が製造中止になったため、2018年2月出場の2066号機以降から使用塗料を変更し、「Vトップ」（正式名称：Vトップ車輌用イノーバNクリーン）と呼ばれるアクリルウレタン樹脂系塗料が採用され、同機以降はこの塗料を使用している。さらに、2065号機以降に国鉄特急色化された同形機は側面ナンバープレート上にJRマークが付き、屋根上のモニターが黒塗装となっている。なお、塗装変更前は青プレートであった2101号機に関しては、他機との識別も兼ねて国鉄特急色と同色（前面がクリーム色、側面が紺色）のものに改められている。
2065号機以降、全般検査と同時に順次塗装を国鉄特急色に復帰させる処置を取ったが、2022年3月の2085号機の出場をもって、本形式の全般検査を終了したため、国鉄特急色復帰施工機は計22機に留まり、前述の6機とそれ以前に全検切れを迎えていた8機を含む14機は、同塗色に復帰しない。
国鉄特急色の復帰施工機は、次のとおりである。
2065 - 2068・2070・2074・2080・2081・2083 - 2092・2096・2097・2101・2139号機

## 他形式への改造

### EF67形100番台への改造

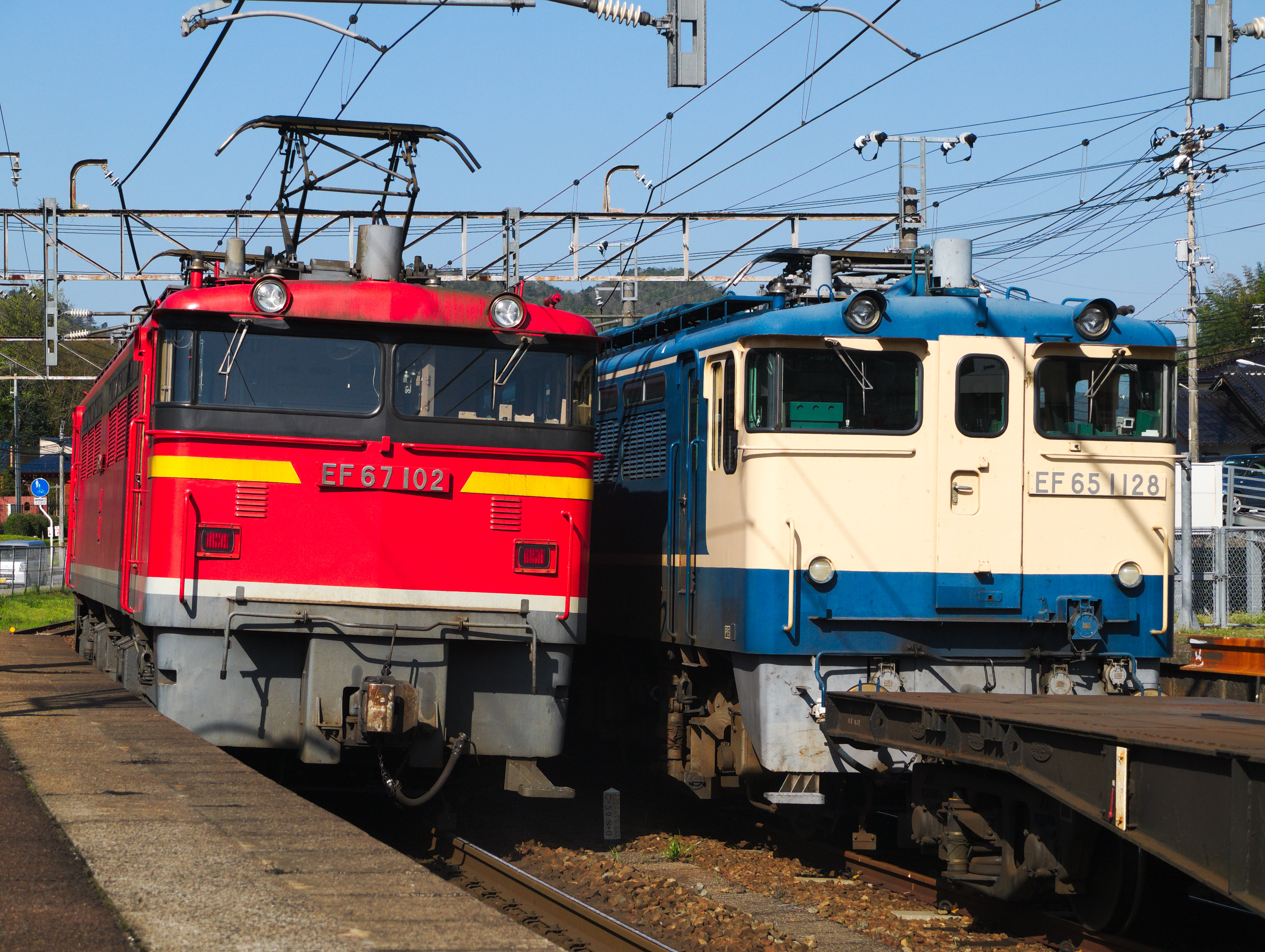
EF67 102（EF65 131改造）とEF65 1128（2017年）

山陽本線の瀬野駅 - 八本松駅間（通称「瀬野八」）専用で使用されていた補助機関車のうちEF61形200番台の置き換えと1990年3月ダイヤ改正での輸送力増強のため、1990年にEF65形0番台からEF67形への改造車が5両登場している。広島車両所で5両 (EF65 131 - 135) 改造され、既存のEF60形改造車 (EF67 1 - 3) と区別のため100番台 (EF67 101 - 105) を付番した。
改造では制御方式が電機子チョッパ制御となり、歯車比は低速域での牽引力増大のため16:71 (4.44) に変更されたが、0番台と異なり1エンド（東京寄り）へのデッキと貫通扉の設置は省略された。2003年の更新工事では尾灯の角形LEDタイプへ変更するなどの変更も行われた。
EF210形300番台への置き換えに伴い、2022年3月12日ダイヤ改正で定期運用を終了した。

## 所有状況と運用推移
JR旅客会社では寝台列車の廃止による淘汰が進行している。JR貨物では継続使用しつつも、保存車両である1001を除き更新工事未施工の車両が淘汰された。またEF210形の増備により更新工事を受けた車両も全般検査が切れた車両から順次運用離脱し廃車になっている。

### 国鉄時代
1965年（昭和40年）には、貨物列車増発用として0番台が運用を開始した。また、同年10月1日からEF60形500番台と交代する形で、500番台P形（東京機関区所属）が東海道・山陽本線における寝台特急5往復（東京 - 下関間）と寝台特急「あかつき」（新大阪 - 下関間）の牽引機として運用を開始した。運用入りに際して、同年8月25・26日には営業列車（寝台特急富士）を用いた試運転が行われた。
| 配置区所       | 種別   | 車両番号                                  | 両数 | 総数 |
| -------------- | ------ | ----------------------------------------- | ---- | ---- |
| 東京機関区     | 一般型 | 60 - 64                                   | 5両  | 22両 |
| 東京機関区     | P形    | 501 - 512・527 - 531                      | 17両 | 22両 |
| 新鶴見機関区   | 一般型 | 36 - 45・53 - 59                          | 17両 | 17両 |
| 稲沢第二機関区 | 一般型 | 17 - 35・46・47・51・52・65 - 70・77 - 84 | 37両 | 37両 |
| 吹田第二機関区 | 一般型 | 1 - 16・48 - 50・71 - 76                  | 25両 | 42両 |
| 吹田第二機関区 | F形    | 513 - 526・532 - 534                      | 17両 | 42両 |

1965年10月の牽引開始時点ではP形が12両落成していたが、所要機も12両であったため予備車がなかった。そこで同時期製造のF形（513 - 517号機）を東京機関区に配置してP形と共通運用させたほか、0番台（60 - 64号機）も予備として東京機関区に配置した。それを解消するため、1966年3月25日ダイヤ改正で527 - 531号機が落成、F形は吹田第二機関区に転出した。さらに1968年10月ダイヤ改正での寝台特急増発に対応するため、535 - 542号機が配置された。
1966年（昭和41年）10月からは、レサ10000系の特急貨物列車「とびうお」「ぎんりん」の牽引にF形（吹田第二機関区所属）が充当された。600 t 以下の牽引定数の列車は単機で、600 tを超え1000 tまでの牽引定数の列車は当時の大型電気機関車には珍しい重連運転で運用された。ただし、これはEF66形落成までのつなぎ的な役割であった。1968年（昭和43年）10月にEF66形量産車が登場、東海道-東北-北海道ルートの特急貨物列車に充当された後は新鶴見機関区に配置され、新設された東北-北海道間を結ぶ特急貨物列車の運用に充てられた。またEF15形が牽引する急行貨物列車にも充当され上越方面でも運用された。積雪地区での使用に際し、一部の車両につらら切り・ホイッスルカバー・スノープラウといった簡単な耐雪耐寒装備が施された。ただし貫通扉が無いため冬季の多雪地域での重連運用の折り返し時に一旦車外に出なくてはならないことや、凍結防止用ヒーターなどの耐寒耐雪装備が不十分でトラブルが多発したこと、ジャンパ連結器栓受がスカートに左右非対称の配置であるため、デルタ線の通過などで車両の向きが変わる運用に充当しづらいなどといった難点が存在した。
| 配置区所       | 種別   | 車両番号                                                               | 両数 | 総数 |
| -------------- | ------ | ---------------------------------------------------------------------- | ---- | ---- |
| 宇都宮運転所   | PF形   | 1001 - 1051                                                            | 51両 | 51両 |
| 東京機関区     | P形    | 527 - 531                                                              | 5両  | 26両 |
| 東京機関区     | PF形   | 1096 - 1116                                                            | 21両 | 26両 |
| 新鶴見機関区   | P形    | 505 - 512・535 - 542                                                   | 16両 | 52両 |
| 新鶴見機関区   | PF形   | 1056 - 1091                                                            | 36両 | 52両 |
| 沼津機関区     | P形    | 501 - 504                                                              | 4両  | 4両  |
| 米原機関区     | 一般形 | 4                                                                      | 1両  | 13両 |
| 米原機関区     | F形    | 518 - 526・532-534                                                     | 12両 | 13両 |
| 稲沢第二機関区 | 一般型 | 17 - 37・46・47・51・52・ 65 - 70・103 - 120・129・130                 | 51両 | 51両 |
| 吹田第二機関区 | 一般型 | 1 - 3・5・6・8 - 16・38 - 45・48 - 50・ 53 - 64・71 - 76・85 - 86・128 | 46両 | 51両 |
| 吹田第二機関区 | F形    | 513 - 517                                                              | 5両  | 51両 |
| 岡山機関区     | 一般型 | 87 - 102・121 - 127・131 - 135                                         | 28両 | 28両 |
| 広島機関区     | PF型   | 1052 - 1055                                                            | 4両  | 4両  |
| 下関運転所     | PF型   | 1092 - 1095                                                            | 4両  | 4両  |

1969年（昭和44年）には東北本線の東北・北海道輸送を担う旅客・貨物列車の上野方 - 黒磯間の短い直流区間を牽引する客貨両用で汎用性の高い機関車として、1000番台PF形が落成し新鶴見機関区に新製配置、その後宇都宮運転所に集中配置され東北本線・上越線での500番台F形運用（貨物列車）を置き換えた。次いで旅客運用にも投入され、1970年（昭和45年）7月1日より運転開始した寝台特急「あけぼの」（7月1日から9月30日までは臨時列車として運転）の上野 - 黒磯間を1000番台PF形（宇都宮運転所）が牽引することとなった。これが本番台初の寝台特急牽引となった。またP形の所要両数不足を補うため、同時期から「彗星」の牽引に下関運転所のPF形が使用された。東京機関区へのP形増備による0番台予備機の転出やF形の新鶴見機関区転出により、0番台は1970年までに東京機関区と新鶴見機関区の配置がなくなり、東海道・山陽本線を中心に山手貨物線、宇野線、赤穂線、岡多線などで特急貨物列車B以下の貨物列車に使用されるようになった。
1972年（昭和47年）3月15日ダイヤ改正では、貨物列車が多い山陽区間の深夜時間帯に規格ダイヤ（最高速度を95 km/hとする）が採用された。その影響で「あかつき」「彗星」「日本海」でスピードダウンが行われ、EF58形で牽引可能となった。ただし、EF58形に対して20系客車に関して必須であるMRP追加工事を行う関係から、当初はP形、PF形に加えて下関運転所配置の500番台F形も運用された。1972年10月2日以降、寝台特急牽引はEF58形（当初は「あかつき」が下関運転所所属、「彗星」・「日本海」と新設の「つるぎ」が米原機関区所属）に置き換えられた。EF58形を使用することによって東京機関区のP形は運用に余裕ができ、加えて下関運転所で集中台車検査時の代替機が必要であることから、501 - 504号機が同年9月から10月にかけて下関運転所に転属し、以前から同所に配置されていたPF形と共に使用された他、1975年3月改正までは関西発着列車も一部受け持った。また、東北本線で1往復だけ存在していたPF形による重連統括運用は、牽引係数の見直しにより単機牽引とされた。1975年3月改正直前にはF形の一部が米原機関区に転属し、EF58形と共に寝台特急を牽引することがあった。
1978年（昭和53年）6月30日付で7号機が事故廃車となり、本形式初の廃車となった。
1978年（昭和53年）7月28日からは、東京機関区・下関運転所に配置されたPF形後期型（7次車）によるP形の置き換えが行われ、同年10月のダイヤ改正までに東京発着の寝台特急7列車16本の牽引を開始した。次いで宮原機関区・下関運転所に配置された8次車では、関西圏で活躍していたEF58形などの旧型機関車を置き換えることとなった。下関配置車は、先行して配置されていた7次車と共通で東京配置車の集中台車検査代替機として、東京発着列車にもヘッドマークを装着して使用されることがあった。

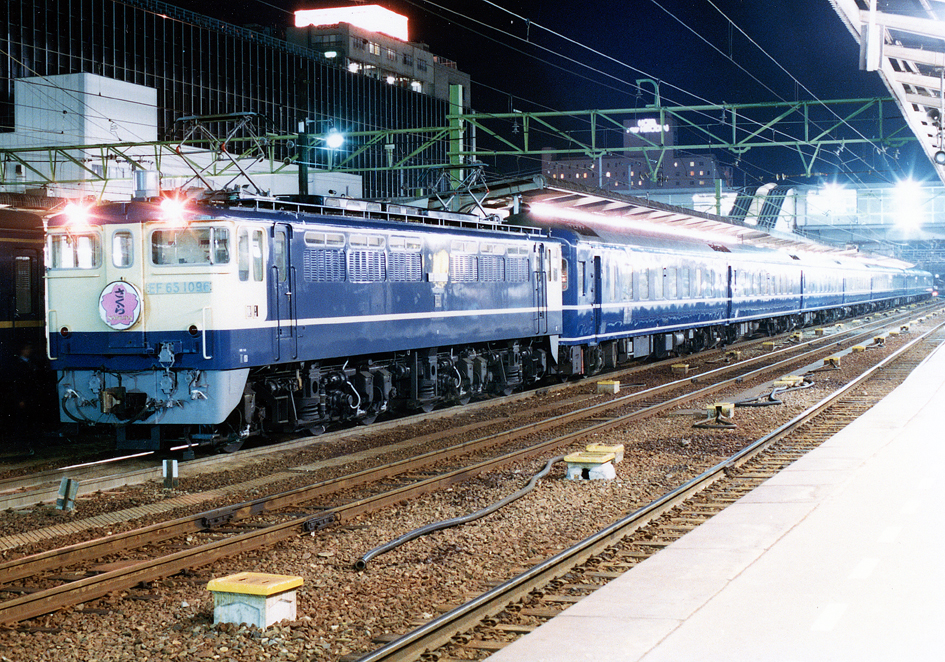
寝台特急「さくら」を牽引するEF65 1096（1984年 広島駅）

1984年（昭和59年）2月1日ダイヤ改正では旅客・貨物運用双方で大きな変化が発生した。旅客運用では夜行列車が再編され、東北方面への旅客運用は宇都宮運転所から田端機関区への移管が行われた。
以下に牽引列車を示す。
東京機関区（集中台車検査代替機は下関運転所所属）
- 寝台特急「さくら」1往復（東京 - 下関間）
- 寝台特急「はやぶさ」1往復（東京 - 下関間）
- 寝台特急「みずほ」1往復（東京 - 下関間）
- 寝台特急「富士」1往復（東京 - 下関間）
- 寝台特急「あさかぜ」2往復（東京 - 下関間）
- 寝台特急「瀬戸」1往復（東京 - 宇野間）
- 寝台特急「出雲」1往復（東京 - 京都間）

宮原機関区
- 寝台特急「なは」0.5往復（新大阪 → 下関間）
- 寝台特急「あかつき」0.5往復（下関 → 新大阪間）
- 寝台特急「出雲」1往復（東京 - 京都間）
- 寝台急行「ちくま」1往復（大阪 - 名古屋間）
- 寝台急行「銀河」1往復（東京 - 大阪間）
- 寝台急行「きたぐに」1往復（大阪 - 米原間）

下関運転所
- 寝台特急「なは」0.5往復（下関 → 新大阪間）
- 寝台特急「あかつき[注 64]」1.5往復（新大阪 - 下関間）
- 寝台特急「彗星」1往復（新大阪 - 下関間）

田端機関区
- 寝台特急「あけぼの」3往復（上野 - 黒磯間）

PF形の投入によりP形・F形は貨物列車運用に転用され、再び東海道・山陽本線で一般貨物列車に充当された。
| 配置区所       | 種別   | 車両番号                                                  | 両数 | 総数 |
| -------------- | ------ | --------------------------------------------------------- | ---- | ---- |
| 東京機関区     | 一般型 | 17                                                        | 1両  | 28両 |
| 東京機関区     | P形    | 501・502                                                  | 2両  | 28両 |
| 東京機関区     | PF形   | 1089 - 1091・1096 - 1116・1118                            | 25両 | 28両 |
| 田端機関区     | PF形   | 1003・1006 - 1051                                         | 47両 | 47両 |
| 新鶴見機関区   | P形    | 505 - 512・539 - 542                                      | 12両 | 57両 |
| 新鶴見機関区   | F形    | 527・528・536 - 538                                       | 5両  | 57両 |
| 新鶴見機関区   | PF形   | 1004・1005・1052 - 1088・1117                             | 40両 | 57両 |
| 沼津機関区     | 一般型 | 2 - 4・6・85 - 87・128                                    | 8両  | 17両 |
| 沼津機関区     | P形    | 503・504                                                  | 2両  | 17両 |
| 沼津機関区     | F形    | 513 - 519                                                 | 7両  | 17両 |
| 稲沢第二機関区 | 一般型 | 5・18 - 37・46・47・51・52・ 65 - 70・103 - 120・129・130 | 55両 | 65両 |
| 稲沢第二機関区 | F形    | 520 - 526・532 - 534                                      | 10両 | 65両 |
| 吹田第二機関区 | 一般型 | 1・8 - 16・38 - 45・48 - 50・ 53 - 64・71 - 76            | 37両 | 37両 |
| 宮原機関区     | PF形   | 1001・1128 - 1139                                         | 13両 | 13両 |
| 岡山機関区     | 一般型 | 88 - 102・121 - 127・131 - 135                            | 27両 | 27両 |
| 下関運転所     | PF形   | 1002・1092 - 1095・1119 - 1127                            | 14両 | 14両 |

1985年（昭和60年）3月14日ダイヤ改正の際、「さくら」「はやぶさ」「みずほ」「富士」「あさかぜ」の東京 - 下関間での牽引がEF66形に置き換えられた。これは、「はやぶさ」の編成中にロビーカーを増結して牽引定数が増加し、従来のEF65形では牽引力が不足するためである。同時に東京機関区・宮原機関区配置がなくなり、それぞれ新鶴見機関区・吹田機関区に転属となった。東京機関区の運用はそのまま新鶴見機関区が担当したが、原則として東京区から転属した車両が同区に常駐の上で使用され、台車検査と交番検査の際に新鶴見区に回送された。宮原機関区の運用は新鶴見機関区と下関運転所に移管された。運用減による余裕から一部が貨物列車牽引機に転用された。東海道・山陽本線での旅客運用は5列車10本（寝台特急6本、急行4本）までに縮小されたが、東北方面での運用は急行2列車4本が追加された。
1986年11月には、国鉄分割民営化を見据え以下のような車両配置換えが行われた。
- 東京機関区から新鶴見機関区への移籍車のうち、分割後にJR東日本に所属するPF後期形は田端機関区へ、入れ替わる形で田端区に所属していたPF前期形の大半はJR貨物に引き継がれることから新鶴見区に移籍した。
- 宮原機関区から吹田機関区への移籍車のうち、分割後にJR西日本に所属するPF形は下関運転所に移籍した。
- 沼津機関区、稲沢第二機関区、高崎第二機関区に分散配置されていたF形が高崎第二機関区に集中配備され、同機関区のEF60形が置き換えられた。

### JR発足後
1987年の国鉄分割民営化では本形式は269両（0番台88両、500番台P形25両、500番台F形17両、1000番台139両）がJR東日本・JR東海・JR西日本・JR貨物に継承された。
| 会社           | 所属           | 車両番号 | 総数 | 総数         |
| -------------- | -------------- | --- | ---- | ------------ |
| JR東日本       | 高崎運転所     | 501 | 1両  | 42両         |
| JR東日本       | 田端運転所     | 1011・1013 - 1030・1052・1053・1098 - 1116・1118                                                                         | 41両 | 42両         |
| JR東海         | 名古屋南車両区 | 105・106・110 - 112 | 5両  | 5両          |
| JR西日本       | 下関運転所     | 123・1093 - 1095・1119 - 1137                                                                                            | 23両 | 23両         |
| JR貨物         | 高崎機関区     | 43・53・502 - 537 | 38両 | 199両        |
| JR貨物         | 新鶴見機関区   | 538 - 542・1001・1002・1004・1005・1031 - 1051・1054 - 1091・1096・1097・1117                                            | 71両 | 199両        |
| JR貨物         | 稲沢機関区     | 19・22・24・25・27 - 32・34 - 37・47・67・68・85 - 87・103・104・107・108・113 - 120・128 - 130・1003・1006 - 1010・1012 | 42両 | 199両        |
| JR貨物         | 吹田機関区     | 50・54 - 63・71 - 76・1092・1138・1139                                                                                   | 20両 | 199両        |
| JR貨物         | 岡山機関区     | 49・64・88 - 102・121・122・124 - 127・131 - 135                                                                         | 28両 | 199両        |
| 国鉄清算事業団 | 国鉄清算事業団 | 1 - 6・8 - 10・14・17・18・20・21・23・26・33・38・44・46・51・52・66・69・70                                            | 25両 | （車籍なし） |

#### JR東日本
定期運用は持っておらず、工事臨時列車や配給列車を牽引するほか、JR貨物の機関車に不具合が生じた際には貨物列車牽引に充当されることもある。分割民営化時から唯一高崎運転区に所属する501号機は、イベント列車の牽引にも頻繁に充当される。
推移
民営化当時の旅客運用を以下に示す。牽引区間はカッコ内に示す。
- 寝台特急「出雲」2往復（東京 - 京都間）
- 寝台特急「瀬戸」1往復（東京 - 宇野間）
- 寝台特急「彗星」1往復（新大阪 - 下関間）
- 寝台急行「ちくま」（大阪 - 名古屋間）
- 寝台急行「銀河」1往復（東京 - 大阪間）
- 寝台特急「あけぼの」3往復（上野 - 黒磯間）
- 夜行急行「八甲田」1往復（上野 - 黒磯間）
- 夜行急行「津軽」1往復（上野 - 黒磯間）

1988年3月ダイヤ改正で「あけぼの」1往復が廃止、1990年9月には「津軽」が使用車種を583系に変更、「あけぼの」1往復が経路変更により上越・羽越経由の「鳥海」とされた。1993年12月ダイヤ改正では「あけぼの」の牽引機がEF81形に、「八甲田」は廃止（臨時格下げ）となり、このダイヤ改正をもって、上野駅発着列車での本形式の定期運用は見られなくなった。1997年には「ちくま」が383系化、1998年には「出雲」1往復と「瀬戸」が285系化され、四国への乗り入れ運用が消滅した。「彗星」の牽引は「出雲」の牽引機の間合い運用となっていたが、2000年に彗星とあかつきの併結運転開始に伴い下関乗り入れが消滅した。これら運用の減少により、1995年から2001年にかけて初・中期PF形にあたる1011・1013 - 1030・1052・1053・1098・1099号機が廃車となり、1101・1116号機がJR貨物に譲渡された。
その後しばらくは「出雲」「銀河」の牽引機として活躍したが、「出雲」は2006年3月ダイヤ改正で、「銀河」は2008年3月ダイヤ改正で廃止となった。ほぼ同時期、九州ブルトレの牽引機であった下関所属のEF66形に不具合が生じた際には代走に充てられる場合もあった。両列車の廃止以降、JR東日本の本形式は定期運用を持たない。
1990年ごろ、田端運転所所属の初期PF形はATS-P保安装置の取り付けに伴い、テールライトが外はめ式に改造された。
2005年秋ごろから2007年12月まで、JR貨物所有のEF65形にATS-PF保安装置を取り付けるために不足する機関車を補うため、501号機を含む数台がJR貨物に貸し出され、貨物列車の牽引に当たった。
2006年からは、冷房装置の設置工事が行われている。外見上の特徴として、避雷器後部にグレーの台形をした箱状のものが載っている。設置された車両を以下に示す。
- 1102 - 1107・1113 - 1115・1118号機

運用の減少に伴い、2006年から2008年にかけて1100・1108 - 1114号機が廃車となった。また、運用の見直しにより、2015年3月14日改正で3両が余剰となり、1106・1107・1118号機が廃車となった(1118号機は機器火災後廃車（JR東日本 「スーパーエクスプレスレインボー」塗装の項を参照）。
2021年、2022年にかけて、昨今の工事用臨時列車用気動車登場によるレール、バラスト運搬配給の減少により、1104・1105号機が長野総合車両センターへ回送された。 これにより、2023年ダイヤ改正時点では、1102・1103・1115の3機まで減少している。
車両の老朽化に伴い、2024年11月24日をもって501号機の営業運転を終了した。

#### JR東海

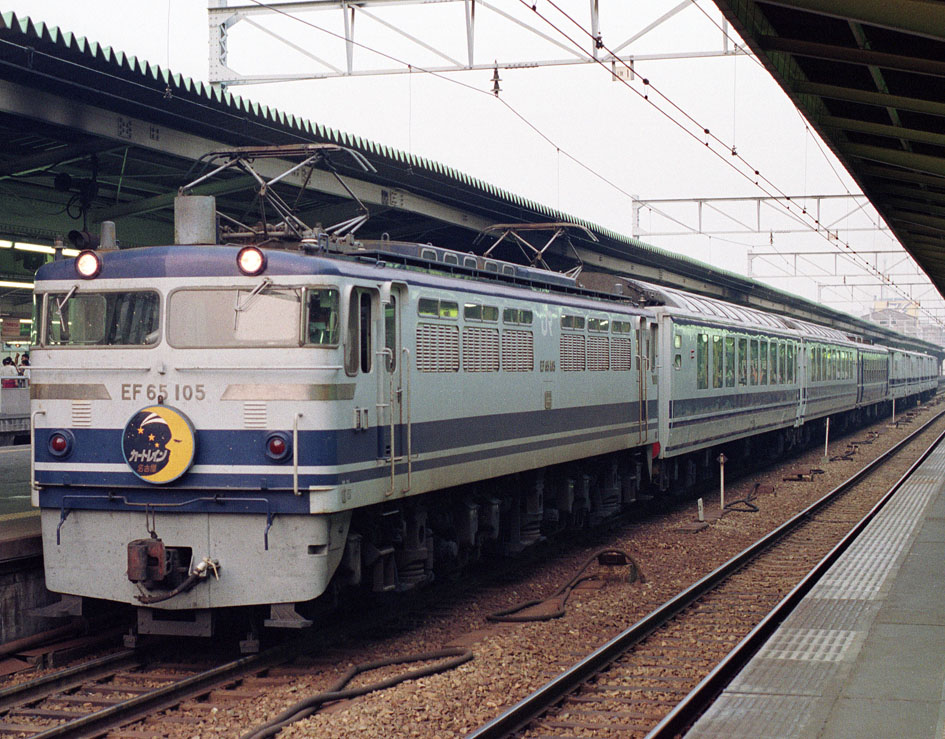
「カートレイン名古屋」を牽引するEF65 105
（1988年頃 名古屋駅）

JR東海には0番台5両が承継され、ジョイフルトレイン「ユーロライナー」の牽引や工臨などに充当された。

民営化時は名古屋南運転区に配置されていたが、1988年に5両とも静岡車両区に転属した。2005年に「ユーロライナー」が消滅してからは、専ら工臨に充当されたが、2007年12月3日付で112号機が廃車となったことでJR東海所有分の本形式は消滅するとともに、旅客会社が所有する0番台が消滅した。

#### JR西日本
| 「なは」を牽引するEF65 1129（2002年3月31日 岡山駅）  |  | 「ムーンライト松山」「ムーンライト高知」を牽引するEF65 1135（2008年3月25日 京都駅）  |
| 「なは」を牽引するEF65 1129 （2002年3月31日 岡山駅） |  | 「ムーンライト松山」「ムーンライト高知」を牽引するEF65 1135 （2008年3月25日 京都駅） |

定期運用は持っておらず、下関総合車両所に所属する10両のうち1両が岡山電車区に、4両が網干総合車両所宮原支所と吹田総合車両所京都支所に常駐しており、工事臨時列車や網干総合車両所や下関総合車両所などへの入場列車の牽引、団体列車を牽引している。なお、ATS-P保安装置を搭載している機関車は5両（1124・1128・1132・1133・1135号機）であり、京阪神地区に貸し出される機関車は限られる。うち1124号機は2015年11月に「トワイライトエクスプレス」色に塗装変更されている。
東海道・山陽本線での運用が主体であるが、湖西線を経由して北陸本線敦賀駅や山岳区間である伯備線新見駅までのほか、本四備讃線（瀬戸大橋）を経由してJR四国予讃線高松駅や松山駅、土讃線琴平駅までの入線実績がある。
推移
全車が 下関運転所（現在の下関総合車両所）に配置されていたが、123号機のみ1988年に岡山運転区に転属した。
民営化当時の旅客運用を以下に示す。牽引区間はカッコ内に示す。
- 寝台特急「なは」1往復（新大阪 - 下関間）
- 寝台特急「あかつき」1往復（新大阪 - 下関間）

このほか、東海道・山陽本線での臨時列車や工臨牽引を主としていた。
2000年3月11日のダイヤ改正では、「あかつき」が寝台特急「彗星」と併結するに伴って牽引機をEF66形に変更した。2005年10月1日ダイヤ改正では、「なは」が「あかつき」と併結のうえ、牽引機がEF66形に変更され、定期運用を失った。ただしダイヤ改正後も、EF65形を下関運転所から関西などに送り込む際には「なは」「あかつき」の牽引機として使用されることもあった。
その後も「ムーンライト山陽」「ムーンライト九州」「ムーンライト高知」「ムーンライト松山」などの臨時列車の牽引に当たることもあったが、近年運転されていない。
運用の減少に伴い、2000年から2007年にかけて1119・1121 - 1123・1127・1129・1136号機がJR貨物に売却された。また、2002年には123号機が、2008年には1125号機が廃車となっている。
下関総合車両所に所属する車両の特徴として、検査入場の際に下回りをグレーに塗装すると同時に、貫通扉上部のわずかな青塗装を省略およびKE70ジャンパ連結器納めを青塗装したものが見られる。これは、気密性確保の観点から貫通扉のみをステンレス製のものに交換したためであり、よく見ると青とクリームの境目が一直線になっておらず、下のクリームが少し上に突き出しているのがわかる。なお、1135号機は2016年3月に全般検査から出場した際、貫通扉上部の青塗装を省略せずに出場したことが確認されている。
2009年11月から2010年9月にかけて映像音声記録装置の取り付けが全車に対して、2010年6月から9月にかけてATS-P保安装置の取り付けが5両（1124・1128・1132・1133・1135号機）に対して下関総合車両所で施工された。

また2015年より、テールランプのレンズが順次クリアレンズに交換され、2016年3月をもって全車への施工が完了した。

#### JR貨物
| 配置区所     | 種別   | 車両番号 | 両数 | 総数 |
| ------------ | ------ | --- | ---- | ---- |
| 新鶴見機関区 | PF形   | 1001 - 1007・1040・1043 - 1051・1054 - 1092・ 1096・1097・1117・1138・1139                                         | 61両 | 61両 |
| 高崎機関区   | 一般型 | 28・31・38・46・49・50・53・54・56・ 58 - 62・86・113・115・117 - 119                                              | 20両 | 62両 |
| 高崎機関区   | P形    | 502 - 512・528・530・531・535 - 537・539 - 542                                                                     | 21両 | 62両 |
| 高崎機関区   | F形    | 513 - 520・523・524・526・532                                                                                      | 12両 | 62両 |
| 高崎機関区   | PF形   | 1009・1034 - 1039・1041・1042                                                                                      | 9両  | 62両 |
| 岡山機関区   | 一般型 | 17・19・21・35・36・47・52・55・57・64・ 66 - 68・70 - 76・85・87 - 104・107・ 108・114・116・120 - 122・124 - 130 | 53両 | 59両 |
| 岡山機関区   | PF形   | 1008・1010・1012・1031 - 1033                                                                                      | 6両  | 59両 |

2013年3月のダイヤ改正現在、東北本線（宇都宮以南）、高崎線、鹿島線に加えて、岡山運用として東海道・山陽本線岡山以東と予讃線において定期運用を有する。
推移
分割民営化直後の1988年度には、貨物列車増発に対して機関車が不足することから、国鉄清算事業団から購入した車両16両（2 - 6・8 - 10・14・17・18・20・21・38・46・52・66・69・70号機）が復活した。これにより稲沢機関区に所属する7両のPF形は新鶴見機関区に転出し、稲沢機関区は0番台のみ所属することとなった。1988年4月の瀬戸大橋開業により、新鶴見機関区所属機による岡山から瀬戸大橋線を経由して高松までの運用された。
EF66形100番台の吹田機関区新製配置に伴いPF形は新鶴見機関区に、500番台は高崎機関区に集約された。EF66形100番台のさらなる増備により、1991年には吹田機関区と広島機関区から本形式の配置がなくなった。ほぼ同時期には、延命を図る更新工事の施工が開始された（#更新工事を参照）。一方、1992年からはEF200形量産車の投入が行われ、翌1993年には国鉄分割民営化後、初となる廃車（更新工事未施工車）が発生した。
1992年には予讃線貨物列車の牽引に本形式を充当するため、新鶴見機関区から岡山機関区にPF形7両（1008 - 1010・1012・1031 - 1033号機）が転属し、岡山機関区に初めてPF形が配置された。1996年3月ダイヤ改正に合わせて車両所属基地の集約が行われ、愛知機関区所属車両33両のうち20両が岡山機関区に、7両が高崎機関区へ転出した。残った保留車も1997年には配置がなくなり、本形式は高崎機関区、新鶴見機関区、岡山機関区の三区所に配置されるようになった。
1998年以降EF210形量産車が落成し、2000年以降にはJR旅客会社で余剰となったPF形の譲渡を受けて0・500番台を置き換える動きが活発化した。

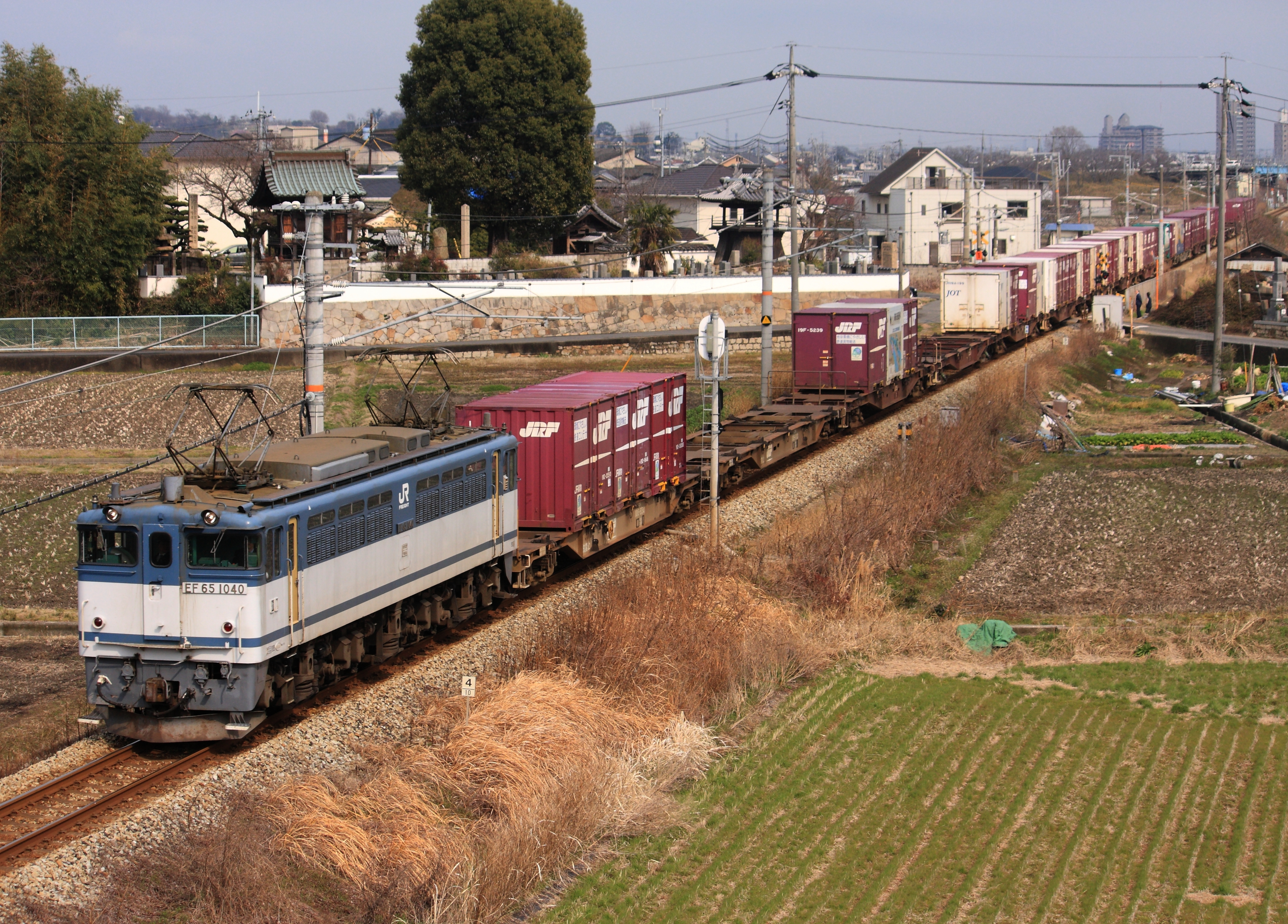
貨物列車を牽引するEF65 1040（JR貨物更新色）
（2012年3月17日 備中箕島駅 - 早島駅）

1999年時点の運用範囲は、高崎機関区が東北本線・高崎線、新鶴見機関区が関東圏と東海道・山陽本線を経由して四国まで、岡山機関区が名古屋から下関を中心とした西日本エリアである。2002年12月のダイヤ改正では四国乗り入れ運用が岡山機関区担当に変更され、新鶴見機関区所属機関車による運用は吹田信号場以東となった。
2008年3月のダイヤ改正では、JR東日本管内でのATS-P保安装置使用開始によって高崎機関区に所属する0・500番台が運用を終了した。これによりJR貨物所有の500番台は全車運用を離脱し、廃車となった。0番台の一部は岡山機関区に転属し、同機関区は0番台が所属する唯一の機関区になった。2009年3月のダイヤ改正では、EH200形の増備によって余裕が生じたEF64形に置き換えられる形で高崎機関区所属の本形式は運用を失い、同機関区から配置がなくなり、岡山機関区、新鶴見機関区に転属するものもあった。
0番台が唯一所属する岡山機関区も、新鶴見機関区へのEF210形投入で運用に余裕のできたPF形が転入して置き換えが行われた。2011年3月のダイヤ改正では、岡山機関区から本形式の配置がなくなり、新鶴見機関区に集中配置されることとなった。岡山機関区所属機のうち、ATS-PF保安装置を搭載する車両のみが新鶴見機関区に転属し、搭載しない車両は運用から離脱している。この改正で0番台は運用から離脱し、1000番台PF形のみが運用されるようになった。運用範囲も変更され、山陽本線岡山以西には入線しなくなる一方、2008年3月以来となる東海道本線吹田信号場 - 米原間での定期運用が復活している。
2025年3月のダイヤ改正で定期運用が消滅した。

### 現状
2019年4月1日現在（JR貨物のみ2021年1月27日現在）の配置は以下の通り。
- JR貨物
  - 新鶴見機関区
    - 1001号機
    - 2060・2063・2065 - 2068・2070・2074・2080・2081・2083 - 2092・2096・2097・2101・2127号機
- JR東日本
  - ぐんま車両センター
    - 501号機

  - 尾久車両センター
    - 1102・1103・1115号機
- JR西日本
  - 下関総合車両所運用検修センター
    - 1120・1124・1126・1128・1130 - 1135号機
      - 1120・1124・1126号機は下関運転所に新製配置された車両で転属歴がない。

## 配置区所
国鉄時代とJR化後を通して地域別に解説する。

### 関東地区

#### 新鶴見機関区
新鶴見機関区には1965年よりEF65形0番台が投入され、捻出されたEF60形が1965年度中に岡山・広島地区へ転用された。
1968年10月のヨンサントオ改正で東北本線に最高速度100 km/hの高速貨物列車が設定されたのに伴い、吹田第二機関区の500番台F形と新鶴見機関区の一般形0番台が差し替えられ、新鶴見のF形は隅田川駅 - 黒磯駅間で貨物列車を重連で牽引した。500番台は耐寒耐雪性能が不十分なため1970年までに1000番台PF形の新製により置き換えられ、東海道・山陽本線に再転用された。
1971年までにEF65形全車が宇都宮運転所へ転出したため、新鶴見へのEF65形の配置は一旦なくなったが、1976年以降はEF13形やEF15形の置き換え用として再転入した。置き換えられたEF13形やEF15形は廃車あるいは甲府機関区や立川機関区等へ転出した。
1985年には東京機関区の車両配置がなくなったため、同区のEF58形やEF65形500番台、ブルートレイン牽引用のEF65形1000番台が新鶴見区に転入した。東京発着のブルートレインや臨時「踊り子」などの旅客列車に新鶴見のEF65形が使用されることもあったが、1986年11月改正では分割民営化を見据えて旧東京機関区所属の旅客列車用EF58形・EF65形が田端運転所へ転出した。
1987年4月1日の国鉄分割民営化で新鶴見機関区はJR貨物の管轄となり、発足時点で新鶴見機関区のEF65形1000番台は66両が所属していた。1987年からはコキ50000形250000番台を使用した東北本線の高速貨物列車用として常用ブレーキ減圧対応改造が開始されており、改造車はナンバープレートの地色が変更され、最終的に赤色で識別された。
1988年の瀬戸大橋線開業後は新鶴見機関区のEF65形の四国乗り入れが開始されている。1993年には四国乗り入れが岡山機関区に移管されたが、2011年には新鶴見機関区に再移管された。
1989年にはJR貨物のEF65形1000番台の配置が新鶴見機関区に集約され、配置両数は最大の76両となった。この際に新鶴見に所属していた500番台5両が高崎機関区に転属し、新鶴見区のEF65形は1000番台に統一された。1992年以降はEF200形が新鶴見機関区に新製配置されたのに伴い、EF65形は一部が新鶴見から岡山機関区・高崎機関区へ転出した。
2012年には法令改正により運転状況記録装置等を搭載しないJR貨物のEF65形1000番台の稼働車が2000番台に改番された。EF65 1001は2008年に運用を離脱したが、社員研修用教材として使用されている。

#### 東京機関区
東京機関区には1965年よりEF65形500番台P形が投入され、EF60形500番台に代わって東海道・山陽本線で20系ブルートレインの牽引を開始した。1978年には1000番台21両が投入されて従来の500番台P形が置き換えられた。
1985年に東京機関区への車両の配置がなくなり、新鶴見機関区への一時転属を経て田端機関区へ移管された。

#### 宇都宮運転所
宇都宮運転所には1970年より1000番台の配置が開始され、新鶴見機関区からの転入車を含めて東北本線を中心に旅客・貨物列車で使用された。1984年にEF65形の配置が田端機関区へ移管されて配置がなくなった。

#### 田端機関区→田端運転所→尾久車両センター
田端機関区へは1984年に宇都宮運転所から東北方面への旅客列車運用を移管する形で配置された。1985年には東京機関区の旅客運用も移管され、東海道・山陽本線系統でも運用された。
1987年の国鉄分割民営化直前に田端機関区の旅客列車研修部門が田端運転所となり、民営化でJR東日本の管轄となった。2008年の東海道本線寝台急行「銀河」廃止をもってJR東日本所有のEF65形による旅客列車運用が消滅し、以後は定期運用を持たず工事列車などに使用されている。2022年には田端運転所の検修部門が尾久車両センターに統合された。

#### 高崎第二機関区→高崎機関区
高崎機関区（旧・高崎第二機関区）は1987年の民営化でJR貨物の管轄となり、民営化時点で0番台2両と500番台の配置があった。1989年に新鶴見機関区の500番台5両が転入してからはJR貨物で500番台の配置がある唯一の機関区となった。運用は首都圏のローカル運用が中心であった。
2009年3月14日のダイヤ改正でEF65形の定期運用が終了した。2012年に廃車となったEF65 535は東芝府中事業所へ譲渡された。

#### 高崎運転所→ぐんま車両センター
高崎運転所は1987年の国鉄分割民営化でJR東日本の管轄となり、発足時にはEF65 501が配置されていた。区所名は「高崎車両センター」、「高崎車両センター高崎支所」と順次変更され、2022年に「ぐんま車両センター」となった。
EF65 501は工事用臨時列車や高崎地区のイベント列車などで使用されている。

### 中部地区

#### 稲沢第二機関区→愛知機関区
稲沢第二機関区には1965年より0番台が配置された。1985年に稲沢第一機関区と統合して稲沢機関区となり、1987年の民営化でJR貨物の管轄となった。
民営化時点で0番台35両と1000番台7両が配置されていたが、1997年3月22日のダイヤ改正でEF65形の配置がなくなった。この間の1994年に稲沢機関区は稲沢貨車区と統合して愛知機関区となっている。

#### 沼津機関区
沼津機関区には1978年に下関運転所から転入したEF65 501 - 504の4両が配置され、東海道本線の貨物列車牽引に使用されるようになった。沼津機関区は1986年に廃止されている。

#### 名古屋南運転区・静岡車両区
名古屋南運転区（旧・名古屋第一機関区）にはJR東海に承継されたEF65形0番台5両が配置されたが、1988年に静岡運転所へ転出した。静岡運転所は2000年に静岡車両区となっている。
定期運用はなく、波動輸送や客車ジョイフルトレイン「ユーロライナー」の牽引、工事用列車の牽引にも使用されたが、2007年までに全廃されて配置がなくなり、JR東海が運用する機関車が消滅した。

### 関西・中国地区

#### 吹田第二機関区→吹田機関区
吹田第二機関区には1965年より一般形の0番台が配置され、高速貨物列車用に500番台F形の配置もあった。1984年に吹田第一機関区と統合して吹田機関区となり、1987年の国鉄分割民営化でJR貨物の管轄となった。民営化時点で0番台17両と1000番台3両が配置されていたが、EF66形100番台の新製投入により1990年にEF65形の配置がなくなった。

#### 宮原機関区
宮原機関区には1000番台の後期型が配置された。1985年にEF65形の配置がなくなり、吹田機関区や下関運転所に転出した。

#### 米原機関区
米原機関区には1975年より500番台P形の配置があり、寝台特急列車の牽引にも使用された。1986年に米原機関区は廃止された。

#### 岡山機関区
岡山機関区には1969年より0番台が新製配置された。1987年の民営化でJR貨物の管轄となり、0番台28両が配置されていた。1988年の瀬戸大橋線開業後は予讃線乗り入れ運用も設定された。
その後は1000番台の転入等で経年機の置き換えが進められたが、EF210形の増備により2011年に岡山機関区へのEF65形の配置がなくなり、ATS-PF設置車は新鶴見機関区へ転出、未設置車は廃車された。

#### 広島機関区
広島機関区には500番台の転入や0番台・1000番台の新製配置があったが、一旦は全機が他区所へ転出した。国鉄分割民営化でJR貨物の管轄となった後の1989年に0番台11両が配置された。1991年にEF66形100番台が新製配置されたのに伴ってEF65形の広島機関区への配置はなくなった。

#### 下関運転所→下関総合車両所運用検修センター
下関運転所には1970年より1000番台が新製配置された。1972年には集中台車検査施行時の代走のため東京機関区の500番台P形4両が転入したが、1000番台の増備により1978年に沼津機関区へ転出した。1986年にはジョイフルトレイン「ゆうゆうサロン岡山」指定機となったEF65 123も配置された。
1987年の国鉄分割民営化でJR西日本の管轄となり、0番台1両（123号機）と1000番台22両が配置されていた。区所名は1995年の組織変更で「下関地域鉄道部下関車両管理室」に、2009年の組織変更で「下関総合車両所運用検修センター」に改称されている。
「ゆうゆうサロン岡山」指定機の123号機は1988年に岡山電車区へ転出した。1000番台は寝台特急の牽引などに使用されたが、2005年の寝台特急「彗星」廃止と「なは」「あかつき」併結運転開始とともにEF66形での牽引に変更され、JR西日本によるEF65形の定期運用が消滅した。以後は工事用列車や臨時列車などに使用される。

#### 岡山電車区
岡山電車区にはJR西日本の客車ジョイフルトレイン「ゆうゆうサロン岡山」指定機のEF65 123が1988年に下関運転所より転入した。1993年の客車延命工事で「ユウユウサロン岡山」となった際にEF65 123も塗装変更されて使用されていたが、客車よりも早く2002年8月に廃車となり、岡山電車区へのEF65形の配置はなくなった。

## 保存機
保存機を「静態保存機」、「先頭部のみ」、「保存後解体」、「所在不明機」に分けて下記に示す（データは2017年4月1日現在）。なお、所在不明機は、特記事項がなければ確認できない車両である。

### 静態保存機
| 画像 | 番号                         | 所在地                                        | 備考 |
| ---- | ---------------------------- | --------------------------------------------- | --- |
|      | EF65 1                       | 京都府京都市下京区 「京都鉄道博物館」         | - 1988年に大阪運転区での展示会で展示された後は宮原総合運転所（現在の網干総合車両所宮原支所）検修庫内に留置されていた。 - 現所在地での展示に合わせて宮原支所内で整備が行われ、2015年3月20日に宮原操車場 → 京都貨物まで甲種輸送された。                                                       |
|      | EF65 520                     | 群馬県安中市 碓氷峠鉄道文化むら               | - 解体される予定だったが、本機保存会がJR貨物から譲り受けて現所在地にて保存することとなった。 - 保存にあたり、本機保存会と文化むらをはじめ、JR貨物高崎機関区の絶大な協力と尽力により、本機の修復がされた。 - また、現存する唯一の高速貨物列車牽引用機（F形）である。                         |
|      | EF65 535（画像は大宮車両所） | 東京都府中市 東芝府中事業所                   | - 2011年のJR貨物大宮車両所一般公開ののち、高崎へ回送されず、同所で保管されていた。 - 翌年2月12日に同所で「EF65 535生誕45周年 ふれあい展示会」が開催されたのち、同年の一般公開イベントで展示された。 - 再び同所で保管後、2013年3月11日から12日にかけて現所在地へ譲渡された。                 |
|      | EF65 1001                    | 東京都品川区 JR貨物中央研修センター（非公開） | - 2015年度一旦除籍された（最終配置区；新鶴見機関区）。 - 旅客列車・貨物列車に広汎に使用可能な汎用機（PF形）のトップナンバー。 - 2008年より保留機となった後、社員研修用として使用されていた。 - 『2018 貨物時刻表』より同機の車籍が復活（配置区；新鶴見機関区、データは2021年1月27日時点）。 |

### 先頭部のみ
| 番号     | 所在地                                        | 備考 |
| -------- | --------------------------------------------- | --- |
| EF65 529 | 東京都品川区 JR貨物中央研修センター（非公開） | - 1993年6月15日除籍（最終配置区；高崎機関区）。 - 大宮車両所にて1エンド側先頭部のみ残し、他は解体された。 - 1994年11月に開設された上記にて、動力車乗務員養成用機材として再利用されていた |
| EF65 536 | 埼玉県鶴ヶ島市 「関水金属埼玉工場」（非公開） | - 1998年12月2日除籍（最終配置区；高崎機関区）。 - 1999年より現所在地にて保存。 |
| EF65 539 | 群馬県内個人所有（非公開）                    | - 2005年3月30日除籍（最終配置区；高崎機関区）。除籍後倉賀野貨物基地にて解体指示待ちで留置されていた。 - 同年12月ごろ、本機を見た本人が、他の留置車の状態を見て、本機を惨めな姿にしたくないとの思いが、購入の後押しとなったとのことだった。 - JR貨物に購入依頼するも、個人への売却はしないとの返事だったが、運よく知人のつながりから解体担当業者へ連絡がつき、本機を保存したいという情熱が伝わったのか譲渡する話がついた。 - しかし、1両丸ごとではなく第1エンド側乗務員室と、スノープロウ、パンタグラフが譲渡されることとなった。 - 2006年2月28日から翌月2日にかけて、倉賀野貨物基地にて解体、同日鉄工会社へ移動。同月10日から11日にかけて自宅へ搬送・搬入、その後約1年かけて整備作業を終えて、2007年3月10日以降現所在地にて保存されている。 |

### 保存後解体
| 番号     | 所在地                                        | 備考 |
| -------- | --------------------------------------------- | --- |
| EF65 5   | 東京都品川区 JR貨物中央研修センター（非公開） | - 一度1987年3月2日除籍（最終配置区；沼津機関区（現・沼津運輸区））され日本国有鉄道清算事業団が保有していたが、1989年11月8日にJR貨物にて復籍、岡山機関区に配属。 - 再度1994年1月25日除籍（最終配置区；高崎機関区）、1994年11月から現所在地にて教材用として保存されていた。* 解体時期不明。 |
| EF65 33  | 静岡県焼津市焼津駅内「ビアステーション焼津」  | - 国鉄末期の1987年2月10日除籍（最終配置区；稲沢機関区（現・愛知機関区））。 - 1988年より上記にて保存。 - 1998年に所在地が閉店となり解体。 |
| EF65 59  | 埼玉県さいたま市 大宮車両所                   | - 1998年12月2日除籍（最終配置区；高崎機関区）。 - 2004年5月の大宮車両所一般公開時に展示。前面のナンバーが赤色で、塗装が1エンド側下部が黄色、2エンド側がクリーム色とそれぞれ違っていた。 - 解体時期不明。                                                                                  |
| EF65 75  | 広島県広島市広島車両所                        | - 2003年12月24日除籍（最終配置区；岡山機関区）。 - 2003年10月15日に広島車両所まで無動力回送、同月26日の広島車両所公開で展示された。公開時には茶色一色塗装に変更された。 - 同年12月末に車両所構内で解体された                                                                              |
| EF65 112 | 静岡県浜松市 浜松工場                         | - 2007年12月3日除籍（最終配置区；静岡車両区）。 - 105・106号機と共に12系ジョイフルトレイン「ユーロライナー」の専用機として「ユーロライナー」色となった。 - 車籍を残したまま2007年同所の一般公開イベントにて展示された。 - 2007年度中に解体。                                              |

### 所在不明機
EF65 65　　最終所在地：静岡県浜松市浜松工場
- 国鉄末期の1987年2月10日除籍（最終配置区；稲沢機関区（現・愛知機関区））。
- 1988年より上記にて静態保存[160]。

EF65 110　　最終所在地：静岡県浜松市浜松工場
- 1998年3月31日除籍（最終配置区；静岡運転所（現・静岡車両区））。
- 1999年より上記にて静態保存[161]。